# Lista odcinków serialu Sąd rodzinny
Sąd rodzinny jest polskim serialem paradokumentalnym.
Po raz pierwszy produkcja była premierowo emitowana w latach 2008–2011 za pośrednictwem stacji TVN. Powstało wówczas 214 odcinków podzielonych na 8 sezonów, które są powtarzane do dziś (2025) we wtorki i czwartki na antenie TVN.

## Sezon 1
Premierowa emisja trwała od 4 marca do 29 maja 2008 roku. Sezon liczył 23 odcinki.

### Lista odcinków
| Nr | Nr  | Data premiery    | Tytuł                            | Powództwo/ wniosek                                                                                           | Pełnomocnik powoda/ wnioskodawcy | Pełnomocnik pozwanego/ uczestnika | Wyrok |
| --- | --- | ---------------- | -------------------------------- | --- | -------------------------------- | --------------------------------- | --- |
| | 1.  | 4 marca 2008     | Głodówka                         | Pozbawienie uczestniczki władzy rodzicielskiej                                                               | Piotr Ostafi                     | Justyna Koska-Janusz              | Oddalenie wniosku |
| Fabuła: Karol Szewczyk rozwiódł się przed rokiem. Córka, 14-letnia Hania, została z jego byłą żoną, Elizą. Wnioskodawca jest przekonany, że w domu byłej żony i jej partnera córce dzieje się krzywda – Hania zaczęła się nagle głodzić. Eliza Szewczyk twierdzi, że Karol nie pogodził się z tym, że ona ułożyła sobie po rozwodzie życie i odgrywa się na niej, wykorzystując córkę.  |     |                  |                                  | |                                  |                                   | |
| | 2.  | 6 marca 2008     | Szczęście rodzeństwa             | Rozwiązanie stosunku przysposobienia                                                                         | Justyna Koska-Janusz             | Piotr Ostafi                      | Oddalenie powództwa |
| Fabuła: Tomasz Pawlik chce rozwiązania stosunku przysposobienia między nim a jego adopcyjnymi rodzicami – Beatą i Januszem. Uważa, że przez kilkanaście lat nie zaznał od swoich przybranych rodziców miłości. Ci jednak uważają, że zapewnili adoptowanemu synowi prawdziwy dom. |     |                  |                                  | |                                  |                                   | |
| | 3.  | 11 marca 2008    | Mali gangsterzy                  | Pozbawienie uczestniczki władzy rodzicielskiej                                                               | Justyna Koska-Janusz             | Piotr Ostafi                      | 1) Ustanowienie miejsca zamieszkania wnioskodawcy miejscem zamieszkania dziecka 2) Ograniczenie uczestniczce władzy rodzicielskiej                                                                          |
| Fabuła: Marek Nowak wnosi o pozbawienie swojej byłej żony, Wioletty, władzy rodzicielskiej nad ich synem, 13-letnim Patrykiem. Uważa on, że jego syn jest bity przez matkę i jej nowego partnera. Wioletta uważa jednak, że to jej były mąż ma zły wpływ na syna. |     |                  |                                  | |                                  |                                   | |
| | 4.  | 13 marca 2008    | Rausz zakupów                    | Ustanowienie rozdzielności majątkowej w małżeństwie stron                                                    | Piotr Ostafi                     | Justyna Koska-Janusz              | Oddalenie powództwa |
| Fabuła: Adam Rudzki chce ustanowienia rozdzielności majątkowej w swoim małżeństwie. Uważa, że jego żona, Michalina, wydaje zbyt dużo pieniędzy, przez co Adam popadł w problemy finansowe. Michalina natomiast uważa, że Adam nie rozumie, na czym polega utrzymanie domu |     |                  |                                  | |                                  |                                   | |
| | 5.  | 18 marca 2008    | Czarna owca                      | Pozbawienie uczestniczki władzy rodzicielskiej                                                               | Piotr Ostafi                     | Justyna Koska-Janusz              | Oddalenie wniosku |
| Fabuła: Alina i Franciszek Michalscy chcą wychowywać 4-letniego Filipa, syna siostry Aliny, Sabiny Szpak. Michalscy uważają, że chłopca trzeba odebrać matce-narkomance, żeby Filip zaczął wreszcie normalnie żyć. Sabina jednak nie zgadza się z tym, skończyła terapię i chce zacząć nowe życie razem z synkiem.                                                                      |     |                  |                                  | |                                  |                                   | |
| | 6.  | 20 marca 2008    | Klimakterium mamy                | Rozwód z winy pozwanej                                                                                       | Piotr Ostafi                     | Justyna Koska-Janusz              | Umorzenie postępowania |
| Fabuła: Dominik Norek żąda rozwodu, ponieważ uważa, że jego żona, Aldona, więcej czasu poświęca swojej matce, niż jemu. Ma dość tej sytuacji i chce, żeby sąd uznał winę Aldony. Aldona Norek jednak nie rozumie całej sytuacji i zapewnia, że kocha swojego męża. |     |                  |                                  | |                                  |                                   | |
| | 7.  | 25 marca 2008    | Ślady przemocy                   | Eksmisja pozwanego                                                                                           | Piotr Ostafi                     | Justyna Koska-Janusz              | Oddalenie powództwa |
| Fabuła: Aneta Borkowska wnosi o eksmisję swojego męża, Łukasza. Twierdzi, że nie mogą już dłużej razem mieszkać, bo Łukasz znęca się nad nią i ich synem, 6-letnim Maćkiem. Łukasz Borkowski uważa z kolei, że to wszystko wymysł jego żony. |     |                  |                                  | |                                  |                                   | |
| | 8.  | 27 marca 2008    | Decyzja z miłości                | Ograniczenie uczestniczce władzy rodzicielskiej                                                              | Justyna Koska-Janusz             | Piotr Ostafi                      | Oddalenie wniosku |
| Fabuła: Adam Wójcik wnosi o ograniczenie swojej żonie, Edycie, władzy rodzicielskiej nad ich dziećmi: 15-letnią Małgosią i 4-letnim Wiktorem. Twierdzi, że żona w ogóle nie zajmuje się dziećmi. Edyta natomiast uważa, że jest dobrą matką i dzięki jej ciężkiej pracy dzieci mają zapewnione dostatnie życie.                                                                         |     |                  |                                  | |                                  |                                   | |
| | 9.  | 1 kwietnia 2008  | Co do grosza                     | 1) Rozwód z winy pozwanego 2) Zasądzenie alimentów w wysokości 1000 zł miesięcznie                           | Piotr Ostafi                     | Justyna Koska-Janusz              | 1) Rozwód z winy pozwanego 2) Zasądzenie alimentów w wysokości 1000 zł miesięcznie |
| Fabuła: Justyna Pikuła domaga się rozwodu ze swoim mężem, Sebastianem. Twierdzi, że mąż ją głodził i przez to poroniła ciążę. Sebastian zaprzecza i uważa, że żona chce od niego wyłudzić pieniądze. |     |                  |                                  | |                                  |                                   | |
| | 10. | 3 kwietnia 2008  | Niedaleko pada jabłko od jabłoni | Pozbawienie uczestników władzy rodzicielskiej                                                                | Justyna Koska-Janusz             | Piotr Ostafi                      | Oddalenie wniosku |
| Fabuła: Grażyna Popiołek chce odebrać swojej córce, Manueli Krzemień, i jej mężowi, Krzysztofowi, prawa do opieki nad jej wnukami: Markiem i Maćkiem. Uważa, że jej córka i zięć nie nadają się na rodziców. Ci jednak zapewniają, że naprawili dawne błędy i są dobrymi rodzicami. |     |                  |                                  | |                                  |                                   | |
| | 11. | 8 kwietnia 2008  | Rozpięty płaszcz kąpielowy       | Eksmisja pozwanego                                                                                           | Piotr Ostafi                     | Justyna Koska-Janusz              | Eksmisja pozwanego |
| Fabuła: Zuzanna Chyży ma dość swojego byłego męża. Rok temu rozwiedli się. Decyzją sądu mieszkanie przypadło Zuzannie, jednak Paweł nie wyprowadził się do tej pory. Zuzanna twierdzi, że Paweł robi to po to, żeby ją wykończyć nerwowo. On uważa, że jego była żona przesadza i sam się wyprowadzi, gdy tylko znajdzie pracę.                                                         |     |                  |                                  | |                                  |                                   | |
| | 12. | 10 kwietnia 2008 | Rebeliantka                      | Ustanowienie wnioskodawców rodziną zastępczą                                                                 | Piotr Ostafi                     | Justyna Koska-Janusz              | Ograniczenie uczestniczce władzy rodzicielskiej poprzez ustanowienie wnioskodawców rodziną zastępczą |
| Fabuła: Dorota Lenczowska i jej mąż, Tadeusz Makuch, chcą odebrać córce Doroty swojego wnuka, 5-letniego Dominika. Uważają, że Karolina - wokalistka rockowego zespołu - nie radzi sobie z wychowaniem syna, który powinien być pod opieką wnioskodawców. Karolina jednak zapewnia, że jej syn potrzebuje matki i sama jest go w stanie wychować.                                       |     |                  |                                  | |                                  |                                   | |
| | 13. | 15 kwietnia 2008 | Wróbel w garści                  | Rozwód z winy pozwanej                                                                                       | Piotr Ostafi                     | Justyna Koska-Janusz              | Rozwód z winy obu stron |
| Fabuła: Marek Tracz rok temu przywiózł z Ukrainy swoją obecną żonę, Swietłanę. Teraz jednak żąda rozwodu, ponieważ uważa, że był przez Swietłanę zdradzany. Ona jednak twierdzi, że kocha swojego męża i nigdy go nie zdradziła. |     |                  |                                  | |                                  |                                   | |
| | 14. | 17 kwietnia 2008 | Kto rano wstaje                  | Pozbawienie uczestnika władzy rodzicielskiej                                                                 | Justyna Koska-Janusz             | Piotr Ostafi                      | 1) Umorzenie postępowania 2) Tymczasowe ograniczenie władzy rodzicielskiej obu stronom |
| Fabuła: Leokadia Boruń wnosi o odebranie swojemu mężowi, Władysławowi, władzy rodzicielskiej nad ich synem, 13-letnim Maćkiem. Zdaniem Leokadii jej mąż zmusza Maćka do ciężkiej pracy w piekarni. Władysław zaprzecza, twierdząc, że syn tylko od czasu do czasu tam mu pomaga |     |                  |                                  | |                                  |                                   | |
| | 15. | 22 kwietnia 2008 | Samotny więzień                  | Uregulowanie kontaktów wnioskodawcy z dziećmi                                                                | Piotr Ostafi                     | Justyna Koska-Janusz              | Uregulowanie kontaktów wnioskodawcy z dziećmi |
| Fabuła: Andrzej Kaliciak odbywa karę pozbawienia wolności. Ponieważ jego żona, Joanna, przestała pozwalać dzieciom na odwiedzanie ojca, wnosi o wyegzekwowanie od jego żony praw do spotkań z dziećmi: Jackiem, Wojtkiem i Magdą. Kocha on dzieci i nie wyobraża sobie nie móc ich widywać. Joanna jednak uważa że odwiedzanie ojca w zakładzie karnym na destrukcyjny wpływ na dzieci. |     |                  |                                  | |                                  |                                   | |
| | 16. | 24 kwietnia 2008 | Synu, płać                       | Zasądzenie alimentów w wysokości 700 zł miesięcznie                                                          | Justyna Koska-Janusz             | Piotr Ostafi                      | Oddalenie powództwa |
| Fabuła: Wiesław Pietrzyk, bezrobotny i bezdomny, domaga się od swojego syna, Janusza, alimentów. Uważa, że jego zamożny syn może bez problemów wesprzeć swojego ojca finansowo. Janusz jednak nie czuje się winny cokolwiek ojcu, skoro ten nie płacił w dzieciństwie na jego utrzymanie.                                                                                               |     |                  |                                  | |                                  |                                   | |
| | 17. | 29 kwietnia 2008 | Wpadka i jej skutki              | Nakaz wydania dziecka wnioskodawczyni                                                                        | Justyna Koska-Janusz             | Piotr Ostafi                      | Nakaz wydania dziecka wnioskodawczyni |
| Fabuła: Kamila Kostrzewa mając 19 lat zaszła w ciążę ze swoim szefem, Pawłem Andrzejewskim, i urodziła córkę. Dziecko oddała pod opiekę Pawła i jego żony, Beaty. Jednak niedawno Paweł zmarł, przez co Kamila domaga się wydania jej biologicznej córki. Beata natomiast pokochała obecnie 6-letnią Marysię jak własną córkę i nie wyobraża sobie oddania jej.                         |     |                  |                                  | |                                  |                                   | |
| | 18. | 6 maja 2008      | Grupa naciągaczy                 | 1) Ograniczenie uczestniczce władzy rodzicielskiej 2) Przywrócenie wnioskodawcy pełnej władzy rodzicielskiej | Justyna Koska-Janusz             | Piotr Ostafi                      | 1) Ograniczenie uczestniczce władzy rodzicielskiej 2) Ustanowienie miejsca zamieszkania wnioskodawcy miejscem zamieszkania dziecka 3) Ograniczenie wnioskodawcy władzy rodzicielskiej przez nadzór kuratora |
| Fabuła: Andrzej Płaskosz chce odebrać swojej byłej żonie, Marcie, ich syna, 16-letniego Tomka. Jego zdaniem Marta jest alkoholiczką i przyprowadza przygodnych kochanków. Ona jednak wszystkiemu zaprzecza. |     |                  |                                  | |                                  |                                   | |
| | 19. | 8 maja 2008      | Miłość nie wybiera               | Eksmisja pozwanej                                                                                            | Piotr Ostafi                     | Justyna Koska-Janusz              | Oddalenie powództwa |
| Fabuła: Barbara Orzysz ma dość imprez, jakie urządza w domu jej córka, Aneta. Dlatego kobieta żąda eksmisji swojej córki. Aneta natomiast zaprzecza jakoby miała organizować huczne imprezy. |     |                  |                                  | |                                  |                                   | |
| | 20. | 15 maja 2008     | Samarytanka                      | 1) Ograniczenie uczestniczce władzy rodzicielskiej 2) Ustanowienie wnioskodawców rodziną zastępczą           | Justyna Koska-Janusz             | Piotr Ostafi                      | 1) Ograniczenie uczestniczce władzy rodzicielskiej 2) Ustanowienie wnioskodawców rodziną zastępczą |
| Fabuła: Anna i Jerzy Nowiccy chcą odebrać swojej szwagierce, Urszuli Kowalskiej, jej córkę, 2-letnią Klaudię. Uważają że 21-latka nie nadaje się do roli matki. Urszula jednak chce wychowywać swoje jedyne dziecko. |     |                  |                                  | |                                  |                                   | |
| | 21. | 20 maja 2008     | Sanatoryjna miłość               | Rozwód z winy pozwanego                                                                                      | Justyna Koska-Janusz             | Piotr Ostafi                      | Oddalenie powództwa |
| Fabuła: Renata Popławska domaga się rozwodu ze swoim mężem, Sebastianem. Jej zdaniem mąż miał romans i ją zdradził. Sebastian zapewnia że nigdy nie miał kochanki ani żadnego romansu. |     |                  |                                  | |                                  |                                   | |
| | 22. | 27 maja 2008     | Ognisty diabeł                   | Uregulowanie kontaktów wnioskodawcy z dzieckiem                                                              | Piotr Ostafi                     | Justyna Koska-Janusz              | Uregulowanie kontaktów wnioskodawcy z dzieckiem |
| Fabuła: Półtora roku temu w pożarze zginął syn Katarzyny i Wojciecha Mielczarków, Kamil. Po tym zdarzeniu Katarzyna nie pozwala byłemu mężowi, który wywołał pożar, widywać się z ich drugim dzieckiem, 7-letnią Oliwką, ponieważ boi się stracić również i córkę. Wojciech zapewnia jednak, że jest w stanie zagwarantować Oliwii bezpieczeństwo.                                      |     |                  |                                  | |                                  |                                   | |
| | 23. | 29 maja 2008     | O włos od tragedii               | Ustalenie, iż powód ma prawo do korzystania z lokalu mieszkalnego stron                                      | Justyna Koska-Janusz             | Piotr Ostafi                      | Ustalenie, iż powód ma prawo do korzystania z lokalu mieszkalnego stron |
| Fabuła: Marcin Kubicki chce wrócić do swojego mieszkania. Po powrocie z delegacji nie mógł wejść do domu, ponieważ jego żona, Katarzyna, wymieniła zamki w drzwiach i zabarykadowała się razem z synem, 12-letnim Mariuszem. Kobieta twierdzi że zrobiła to, ponieważ jej mąż stosuje wobec niej i syna przemoc. Marcin zaprzecza i uważa wszystko za wymysły żony.                     |     |                  |                                  | |                                  |                                   | |

### Miejsca akcji odcinków
| Miejsce/odc.        | 1. | 2. | 3. | 4. | 5. | 6. | 7. | 8. | 9. | 10. | 11. | 12. | 13. | 14. | 15. | 16. | 17. | 18. | 19. | 20. | 21. | 22. | 23. |
| ------------------- | -- | -- | -- | -- | -- | -- | -- | -- | -- | --- | --- | --- | --- | --- | --- | --- | --- | --- | --- | --- | --- | --- | --- |
| Toruń               |    |    |    |    |    |    |    |    |    |     |     |     |     |     |     |     |     |     |     |     |     |     |     |
| Wrocław             |    |    |    |    |    |    |    |    |    |     |     |     |     |     |     |     |     |     |     |     |     |     |     |
| Gorzów Wielkopolski |    |    |    |    |    |    |    |    |    |     |     |     |     |     |     |     |     |     |     |     |     |     |     |
| Szczecin            |    |    |    |    |    |    |    |    |    |     |     |     |     |     |     |     |     |     |     |     |     |     |     |
| Racibórz            |    |    |    |    |    |    |    |    |    |     |     |     |     |     |     |     |     |     |     |     |     |     |     |
| Koszalin            |    |    |    |    |    |    |    |    |    |     |     |     |     |     |     |     |     |     |     |     |     |     |     |
| Bydgoszcz           |    |    |    |    |    |    |    |    |    |     |     |     |     |     |     |     |     |     |     |     |     |     |     |
| Zgorzelec           |    |    |    |    |    |    |    |    |    |     |     |     |     |     |     |     |     |     |     |     |     |     |     |
| Skierniewice        |    |    |    |    |    |    |    |    |    |     |     |     |     |     |     |     |     |     |     |     |     |     |     |
| Białowieża          |    |    |    |    |    |    |    |    |    |     |     |     |     |     |     |     |     |     |     |     |     |     |     |
| Rzeszów             |    |    |    |    |    |    |    |    |    |     |     |     |     |     |     |     |     |     |     |     |     |     |     |
| Warszawa            |    |    |    |    |    |    |    |    |    |     |     |     |     |     |     |     |     |     |     |     |     |     |     |
| Chełm               |    |    |    |    |    |    |    |    |    |     |     |     |     |     |     |     |     |     |     |     |     |     |     |
| Grójec              |    |    |    |    |    |    |    |    |    |     |     |     |     |     |     |     |     |     |     |     |     |     |     |
| Łódź                |    |    |    |    |    |    |    |    |    |     |     |     |     |     |     |     |     |     |     |     |     |     |     |
| Opole               |    |    |    |    |    |    |    |    |    |     |     |     |     |     |     |     |     |     |     |     |     |     |     |
| Poznań              |    |    |    |    |    |    |    |    |    |     |     |     |     |     |     |     |     |     |     |     |     |     |     |
| Sieradz             |    |    |    |    |    |    |    |    |    |     |     |     |     |     |     |     |     |     |     |     |     |     |     |
| Wałcz               |    |    |    |    |    |    |    |    |    |     |     |     |     |     |     |     |     |     |     |     |     |     |     |
| Zamość              |    |    |    |    |    |    |    |    |    |     |     |     |     |     |     |     |     |     |     |     |     |     |     |

## Sezon 2
Premierowa emisja trwała od 2 września do 11 grudnia 2008 roku. Sezon liczył 29 odcinków.

### Lista odcinków
| Nr | Nr        | Data premiery        | Tytuł                          | Powództwo/ wniosek | Pełnomocnik powoda/ wnioskodawcy | Pełnomocnik pozwanego/ uczestnika | Wyrok |
| --- | --------- | -------------------- | ------------------------------ | --- | -------------------------------- | --------------------------------- | --- |
| | 24. (1.)  | 2 września 2008      | Nakręcony                      | Rozwód z winy pozwanego | Justyna Koska-Janusz             | Piotr Ostafi                      | Rozwód bez orzekania o winie |
| Fabuła: Robert Jasiński w noc poślubną porzucił swoją nową żonę, Anitę, w hotelu. Zdaniem powódki, mąż ją zdradził z pokojówką, Mariolą Bąk. Ten jednak twierdzi, że nie zdradził żony i zależy mu na związku z nią. |           |                      |                                | |                                  |                                   | |
| | 25. (2.)  | 4 września 2008      | Uciekła                        | Zezwolenie na przeprowadzenie u małoletniej aborcji                                                                                  | Piotr Ostafi                     | Justyna Koska-Janusz              | Umorzenie postępowania |
| Fabuła: 16-letnia Karolina Urbańczyk jest w ciąży. Dziewczyna ma poważną wadę wzroku i istnieje ryzyko, że jeśli urodzi to całkowicie oślepnie. Ona i jej ojciec, Sławomir, chcą w związku z tym dokonać aborcji. Matka dziewczyny, Jolanta, nie zgadza się na zabieg i nie chce, by jej córka miała na rękach krew dziecka. |           |                      |                                | |                                  |                                   | |
| | 26. (3.)  | 9 września 2008      | Piwniczne dziecko              | Nakaz wydania dziecka wnioskodawcy                                                                                                   | Piotr Ostafi                     | Justyna Koska-Janusz              | 1) Nakaz wydania dziecka wnioskodawcy 2) Zobowiązanie wnioskodawcy do doprowadzenia dziecka do poradni psychologiczno-pedagogicznej celem kontynuowania terapii psychologicznej |
| Fabuła: Jacek Wiśniewski walczy o odebranie od swojej szwagierki, Katarzyny Cichoń, 14-letniej Patrycji, swojej córki. Zdaniem Jacka kobieta porwała dziewczynę. Katarzyna tłumaczy się, że tylko wyrwała Patrycję ze szponów ojca, który miał ją więzić w piwnicy. |           |                      |                                | |                                  |                                   | |
| | 27. (4.)  | 11 września 2008     | Radosna wiadomość              | Rozwód z winy pozwanej | Piotr Ostafi                     | Justyna Koska-Janusz              | Rozwód z winy pozwanej |
| Fabuła: Kiedy Dorota Waranowska powiedziała swojemu mężowi, Mirosławowi o ciąży, ten jej zarzucił zdradę, pobił i zażądał rozwodu. Dorota nie wie, dlaczego jej mąż tak uważa i zapewnia, że dziecko jest jego. |           |                      |                                | |                                  |                                   | |
| | 28. (5.)  | 16 września 2008     | Zamiana ról                    | Ustanowienie miejsca zamieszkania wnioskodawcy miejscem zamieszkania dziecka                                                         | Piotr Ostafi                     | Justyna Koska-Janusz              | 1) Ustanowienie miejsca zamieszkania wnioskodawcy miejscem zamieszkania dziecka 2) Powierzenie wnioskodawcy pieczy nad dzieckiem                                                |
| Fabuła: Piotr Łagowski uważa, że jego była żona – Hanna – źle wychowuje ich córkę, 15-letnią Paulinę. Dziewczyna opuściła się w nauce, zaczęła wagarować, jest agresywna. Hanna odpiera wszystkie zarzuty męża i uważa że zachowanie Pauliny to naturalna reakcja na rozwód rodziców i zmianę szkoły. |           |                      |                                | |                                  |                                   | |
| | 29. (6.)  | 18 września 2008     | Szkoła miłości                 | Rozwód z winy pozwanego | Justyna Koska-Janusz             | Piotr Ostafi                      | Umorzenie postępowania |
| Fabuła: Elżbieta Czyżyk żąda rozwodu ze swoim mężem, Bartłomiejem. Jej mąż, nauczyciel z wieloletnim doświadczeniem został oskarżony o molestowanie uczennicy, 18-letniej Aurelii Jaworskiej. Bartłomiej nie zgadza się na rozwód i zaznacza, że jeszcze niczego mu nie udowodniono. |           |                      |                                | |                                  |                                   | |
| | 30. (7.)  | 23 września 2008     | Nie ma już powrotu             | Podwyższenie alimentów do wysokości 700 zł miesięcznie                                                                               | Piotr Ostafi                     | Justyna Koska-Janusz              | Umorzenie postępowania |
| Fabuła: 17-letni Jakub Marzec i jego ojciec, Grzegorz, twierdzą że matka Jakuba, Joanna, powinna płacić wyższe alimenty. Do tej pory kobieta płaciła nieregularnie i często w niższej niż zasądzonej przez wyrok rozwodowy stawce 350 zł miesięcznie. Joanna nie zgadza się na podniesienie alimentów i uważa, że wszystko i tak trafi do kieszeni jej byłego męża.                                                                                  |           |                      |                                | |                                  |                                   | |
| | 31. (8.)  | 25 września 2008     | Gdzie jest moje miejsce?       | Ustanowienie miejsca zamieszkania uczestnika miejscem zamieszkania dziecka                                                           | Piotr Ostafi                     | Justyna Koska-Janusz              | Stwierdzenie braku podstaw do zmiany miejsca zamieszkania dziecka |
| Fabuła: Jolanta Witkowska jest wściekła, że jej były mąż, Michał, zostawił u niej ich 13-letnią córkę, Zuzannę. Zdaniem Joanny ma ona zbyt wymagającą pracę, by mieć czas na zajmowanie się dzieckiem. Michał natomiast uważa, że córce w okresie dojrzewania najlepiej będzie z matką. |           |                      |                                | |                                  |                                   | |
| | 32. (9.)  | 30 września 2008     | Koniec miłości                 | Zezwolenie na zawarcie przez wnioskodawczynię związku małżeńskiego                                                                   | Piotr Ostafi                     | Justyna Koska-Janusz              | Umorzenie postępowania |
| Fabuła: 17-letnia Paulina Kersten chce wziąć ślub, ze swoim narzeczonym, Danielem Wolańskim. Zaszła z nim w ciążę i twierdzi, że będzie z nim szczęśliwa. Nie zgadza się z tym adopcyjna matka dziewczyny, Anna Grzegorzewska, która uważa, że Daniel to oszust czyhający na majątek Pauliny. |           |                      |                                | |                                  |                                   | |
| | 33. (10.) | 2 października 2008  | Podarowane dziecko             | Uregulowanie kontaktów wnioskodawcy z dzieckiem                                                                                      | Piotr Ostafi                     | Justyna Koska-Janusz              | Uregulowanie kontaktów wnioskodawcy z dzieckiem |
| Fabuła: Kamil Kosiński niedawno dowiedział się, że jest biologicznym ojcem 6-letniego Mateusza Lasockiego, chorego na białaczkę. Dziś chce się z nim spotykać i uważa, że syn powinien znać swojego prawdziwego ojca. Karolina Lasocka, matka chłopca, twierdzi jednak, że taka informacja pogorszy stan zdrowia jej syna. |           |                      |                                | |                                  |                                   | |
| | 34. (11.) | 7 października 2008  | Ucieczka z piekła              | Pozbawienie uczestnika władzy rodzicielskiej                                                                                         | Justyna Koska-Janusz             | Piotr Ostafi                      | Ograniczenie uczestnikowi władzy rodzicielskiej |
| Fabuła: Izabela Dziedzic domaga się odebrania swojemu byłemu mężowi, Szymonowi, władzy rodzicielskiej nad ich synem, 16-letnim Tomkiem. Tomek po rozwodzie zamieszkał ze swoim ojcem, a kilka miesięcy temu uciekł z jego domu z siniakami i złamanymi żebrami – według Izabeli ojciec bije swojego syna. Szymon twierdzi, że urazy na ciele Tomka to efekt treningów, a jego była żona posługuje się ich synem by wyłudzić od uczestnika pieniądze. |           |                      |                                | |                                  |                                   | |
| | 35. (12.) | 9 października 2008  | Próżniak                       | Zasądzenie alimentów w wysokości 600 zł miesięcznie                                                                                  | Justyna Koska-Janusz             | Piotr Ostafi                      | Oddalenie powództwa |
| Fabuła: Marek Dudek chce studiować, ale nie stać go na edukację wyższą. Dlatego chce od swoich rodziców, Haliny i Janusza, alimentów na naukę. Rodzice Marka twierdzą, że nie stać ich na alimenty a syn powinien pomagać im w gospodarstwie. |           |                      |                                | |                                  |                                   | |
| | 36. (13.) | 14 października 2008 | Jeniec miłości                 | Rozwód z winy pozwanej | Piotr Ostafi                     | Justyna Koska-Janusz              | Oddalenie powództwa |
| Fabuła: Paweł Muszyński trafił na wózek inwalidzki, gdy dowiedział się, że jego żona jest w ciąży. Szokiem nie była dla niego ciąża Agnieszki, tylko informacja, że to nie on jest ojcem. Agnieszka jednak twierdzi, że nigdy nie zdradziła męża. Nadal go kocha i nie chce rozwodu. |           |                      |                                | |                                  |                                   | |
| | 37. (14.) | 16 października 2008 | Wojna rozwodowa                | Wygaszenie obowiązku alimentacyjnego powoda                                                                                          | Justyna Koska-Janusz             | Piotr Ostafi                      | Wygaszenie obowiązku alimentacyjnego powoda |
| Fabuła: Marcin Jakubiak nie chce już płacić alimentów swojej byłej żonie, Ewelinie Popławskiej. Uważa, że bezrobotna Ewelina powinna znaleźć pracę i sama zacząć się utrzymywać. Ewelina natomiast twierdzi, że chce skończyć studia i dlatego potrzebuje alimentów. |           |                      |                                | |                                  |                                   | |
| | 38. (15.) | 21 października 2008 | Miłosna pułapka                | 1) Rozwód z winy pozwanego 2) Powierzenie powódce pieczy nad dziećmi                                                                 | Piotr Ostafi                     | Justyna Koska-Janusz              | 1) Rozwód z winy pozwanego 2) Powierzenie powódce pieczy nad dziećmi |
| Fabuła: Izabela Piotrowska chce się rozwieść ze swoim mężem, Rafałem. Jej mąż zaniedbuje ją i ich dzieci: 7-letniego Kubę i 5-letniego Karola. Rafał tłumaczy się, że intensywnie pracuje by zapewnić swojej rodzinie luksus, o którym marzyła Izabela i nie rozumie zachowania żony. |           |                      |                                | |                                  |                                   | |
| | 39. (16.) | 23 października 2008 | Dopóki będę żyć                | Nakaz wydania dziecka wnioskodawcy                                                                                                   | Piotr Ostafi                     | Justyna Koska-Janusz              | Nakaz wydania dziecka wnioskodawcy |
| Fabuła: Jan Górecki chce odzyskać swojego syna, 14-letniego Michała. Kiedy mężczyzna trafił do więzienia a jego żona tragicznie zmarła, chłopakiem opiekowała się szwagierka Jana, Beata Kruk. Uważa ona, że Jan nie jest dobrym ojcem i odmawia wydania mu dziecka. |           |                      |                                | |                                  |                                   | |
| | 40. (17.) | 28 października 2008 | Mania ciała                    | 1) Powierzenie wnioskodawcy pieczy nad dzieckiem 2) Ustanowienie miejsca zamieszkania wnioskodawcy miejscem zamieszkania dziecka     | Piotr Ostafi                     | Justyna Koska-Janusz              | Oddalenie wniosku |
| Fabuła: Adam Gałuszka chce aby jego córka, 16-letnia Marta, zamieszkała razem z nim. Adam widział Martę w towarzystwie dorosłych mężczyzn, którzy mieli pocięte, wytatuowane ramiona i twarze. Boi się, że córka bierze narkotyki albo należy do sekty. Dorota Ferc, była żona Adama, odpiera te domysły i uważa, że jej były mąż jest chory psychicznie.                                                                                            |           |                      |                                | |                                  |                                   | |
| | 41. (18.) | 30 października 2008 | Kocham ją jak córkę            | Rozwód z winy pozwanego | Justyna Koska-Janusz             | Piotr Ostafi                      | Umorzenie postępowania |
| Fabuła: Grażyna Kus przeżyła szok, kiedy jej córka, 18-letnia Kornelia Kiwak, powiedziała jej, że była molestowana przez swojego ojczyma, Dariusza Kusa, z którym zaszła w ciążę. Grażyna chce się rozwieść z Dariuszem, który zniszczył życie jej i Kornelii. Dariusz jednak zapewnia, że Kornelia kłamie i zaszła w ciążę z kimś innym. |           |                      |                                | |                                  |                                   | |
| | 42. (19.) | 4 listopada 2008     | On nienawidzi dzieci           | Uregulowanie kontaktów wnioskodawcy z dzieckiem                                                                                      | Piotr Ostafi                     | Justyna Koska-Janusz              | Uregulowanie kontaktów wnioskodawcy z dzieckiem |
| Fabuła: Hubert Dynowski walczy o możliwość spotkań ze swoim biologicznym synem, 3-letnim Brunonem. Chce go widywać, bo twierdzi, że syn powinien mieć kontakt ze swoim ojcem. Matka chłopca, Klaudia Turek, uważa jednak, że Hubert nie nadaje się na ojca, a kiedyś powiedział nawet, że nienawidzi dzieci. |           |                      |                                | |                                  |                                   | |
| | 43. (20.) | 6 listopada 2008     | Wesoła wdowa                   | Zasądzenie alimentów w wysokości 1000 zł miesięcznie                                                                                 | Piotr Ostafi                     | Justyna Koska-Janusz              | Zasądzenie alimentów w wysokości 1000 zł miesięcznie |
| Fabuła: 19-letni Miłosz Mauer domaga się od swoich rodziców, Teresy i Tomasza, alimentów. Twierdzi, że potrzebuje ich na opłacenie studiów. Rodzice nie chcą mu dać ani złotówki, ponieważ ich syn samowolnie wyprowadził się z domu i zamieszkał z 21 lat starszą kobietą, Weroniką Stopczyk. |           |                      |                                | |                                  |                                   | |
| | 44. (21.) | 13 listopada 2008    | Przez narkotyki                | 1) Rozwód z winy pozwanego 2) Powierzenie powódce pieczy nad dziećmi 3) Zasądzenie alimentów w łącznej wysokości 1200 zł miesięcznie | Justyna Koska-Janusz             | Piotr Ostafi                      | 1) Rozwód z winy obu stron 2) Powierzenie pozwanemu pieczy nad dziećmi 3) Zasądzenie od powódki alimentów w łącznej wysokości 1200 zł miesięcznie                               |
| Fabuła: Blanka Czajkowska wyjechała na dwa lata do Chicago, żeby zarobić na budowę domu dla swojej rodziny. Po powrocie okazało się, że jej mąż, Robert, sprzedał ich mieszkanie i mieszka z inną kobietą, Aleksandrą Wójcik. Dziś Blanka żąda rozwodu i przejęcia opieki nad ich dziećmi: 4-letnią Agnieszką i 3-letnim Krystianem. Robert zgadza się na rozwód, ale nie na odebranie mu dzieci.                                                    |           |                      |                                | |                                  |                                   | |
| | 45. (22.) | 18 listopada 2008    | Ból rozłąki                    | 1) Ograniczenie uczestniczce władzy rodzicielskiej 2) Ustanowienie wnioskodawcy rodziną zastępczą                                    | Piotr Ostafi                     | Justyna Koska-Janusz              | Ograniczenie uczestniczce władzy rodzicielskiej przez nadzór kuratora |
| Fabuła: Jacek Ostrowski chce odebrać swojej matce, Krystynie Bieniasz, jego siostrę a jej córkę, 15-letnią Zuzannę Rowicką. Twierdzi, że matka jest alkoholiczką i nie może opiekować się córką, a nadto jej narzeczony, Andrzej Słomiński, bije Zuzannę. Krystyna odpiera zarzuty syna i twierdzi, że dobrze zajmuje się córką. |           |                      |                                | |                                  |                                   | |
| | 46. (23.) | 20 listopada 2008    | Nic już nie jest możliwe       | Separacja z winy pozwanego | Justyna Koska-Janusz             | Piotr Ostafi                      | Rozwód z winy pozwanego |
| Fabuła: Alicja Matwicka domaga się separacji ze swoim mężem, Pawłem. Uważa, że jest on hazardzistą, który zaniedbuje rodzinę i pracę. Paweł przyznaje, że chodzi do kasyna, ale tylko raz na jakiś czas, bo jego zakład jubilerski świetnie prosperuje. |           |                      |                                | |                                  |                                   | |
| | 47. (24.) | 25 listopada 2008    | Sine dziecko                   | 1) Ograniczenie uczestniczce władzy rodzicielskiej 2) Powierzenie wnioskodawcy pieczy nad dzieckiem                                  | Justyna Koska-Janusz             | Piotr Ostafi                      | Umorzenie postępowania |
| Fabuła: Bartosz Kowalski walczy w sądzie o swoją córkę, 2-letnią Kasię. Twierdzi, że matka dziecka, Małgorzata Bożko, bije i zaniedbuje córeczkę, której lepiej będzie u niego. Kobieta odpiera wszystkie zarzuty i zapewnia, że nigdy nie zrobiła Kasi krzywdy. |           |                      |                                | |                                  |                                   | |
| | 48. (25.) | 27 listopada 2008    | Policjantka                    | Rozwód z winy pozwanego | Piotr Ostafi                     | Justyna Koska-Janusz              | Rozwód z winy obu stron |
| Fabuła: Weronika Sarnecka chce rozwodu ze swoim mężem, Tymonem. Jej mąż zaczął się zaniedbywać i rzucił pracę. Z tego powodu, ciężarna Weronika musiała wrócić do pracy w policji i iść na akcję, podczas której poroniła. Tymon wyjaśnia, że zwolnił się z posady dziennikarza śledczego, ponieważ został pobity przez osoby, których sprawy opisywał, a także otrzymywał od nich groźby.                                                           |           |                      |                                | |                                  |                                   | |
| | 49. (26.) | 2 grudnia 2008       | Kiedy mężczyzna jest mężczyzną | 1) Pozbawienie uczestnika władzy rodzicielskiej 2) Pozbawienie uczestnika prawa do bezpośrednich kontaktów z dzieckiem               | Piotr Ostafi                     | Justyna Koska-Janusz              | 1) Ograniczenie uczestnikowi władzy rodzicielskiej 2) Pozbawienie uczestnika prawa do bezpośrednich kontaktów z dzieckiem                                                       |
| Fabuła: Elżbieta Bielewska w imieniu syna, 16-letniego Mateusza, chce odciąć go od jego ojca, Wiktora. Twierdzi, że jej były mąż nie płaci alimentów i źle traktuje Mateusza. Wiktor natomiast zapewnia, że kocha syna, a Elżbieta z nienawiści chce go mu odebrać. |           |                      |                                | |                                  |                                   | |
| | 50. (27.) | 4 grudnia 2008       | Bez dziecka nic nie będzie     | Rozwód bez orzekania o winie | Justyna Koska-Janusz             | Piotr Ostafi                      | Rozwód bez orzekania o winie |
| Fabuła: Aleksandra Janowska żąda rozwodu. Twierdzi, że jest w 4 miesiącu ciąży nie ze swoim mężem i chce założyć nową rodzinę z ojcem dziecka, Marcinem Bielawskim. Jej mąż, Jakub, nie zgadza się na rozwód i jest przekonany, że dziecko, którego spodziewa się Aleksandra jest jego. |           |                      |                                | |                                  |                                   | |
| | 51. (28.) | 9 grudnia 2008       | Żebrzący chłopiec              | Przywrócenie wnioskodawczyni władzy rodzicielskiej nad dzieckiem                                                                     | Piotr Ostafi                     | Justyna Koska-Janusz              | Przywrócenie wnioskodawczyni władzy rodzicielskiej nad dzieckiem |
| Fabuła: Beata Kmita chce odzyskać swojego syna, 14-letniego Mateusza, z rąk swojej siostry i szwagra: Jarosława i Ireny Szumskich. Przyznaje, że popełniła w życiu wiele błędów, ale chce je naprawić. Szumscy jednak są przekonani, że Beata nie nadaje się na matkę. |           |                      |                                | |                                  |                                   | |
| | 52. (29.) | 11 grudnia 2008      | Miłość kieszonkowca            | Zasądzenie alimentów w wysokości 2000 zł miesięcznie                                                                                 | Justyna Koska-Janusz             | Piotr Ostafi                      | Zasądzenie alimentów w wysokości 1400 zł miesięcznie |
| Fabuła: Agata Kornecka walczy o alimenty dla jej syna, 4-miesięcznego Wojtka. Uważa, że skoro biologiczny ojciec dziecka, Dominik Lubawski, porzucił ją i przestał interesować się swoim synem, to powinien płacić wysokie alimenty. Dominik broni się, że jego interesy nie idą najlepiej i nie jest w stanie płacić co miesiąc takiej kwoty, jaką żąda Agata.                                                                                      |           |                      |                                | |                                  |                                   | |

### Miejsca akcji odcinków
| Miejsce/odc.        | 1. | 2. | 3. | 4. | 5. | 6. | 7. | 8. | 9. | 10. | 11. | 12. | 13. | 14. | 15. | 16. | 17. | 18. | 19. | 20. | 21. | 22. | 23. | 24. | 25. | 26. | 27. | 28. | 29. |
| ------------------- | -- | -- | -- | -- | -- | -- | -- | -- | -- | --- | --- | --- | --- | --- | --- | --- | --- | --- | --- | --- | --- | --- | --- | --- | --- | --- | --- | --- | --- |
| Myślenice           |    |    |    |    |    |    |    |    |    |     |     |     |     |     |     |     |     |     |     |     |     |     |     |     |     |     |     |     |     |
| Jelenia Góra        |    |    |    |    |    |    |    |    |    |     |     |     |     |     |     |     |     |     |     |     |     |     |     |     |     |     |     |     |     |
| Bełchatów           |    |    |    |    |    |    |    |    |    |     |     |     |     |     |     |     |     |     |     |     |     |     |     |     |     |     |     |     |     |
| Grodzisk Mazowiecki |    |    |    |    |    |    |    |    |    |     |     |     |     |     |     |     |     |     |     |     |     |     |     |     |     |     |     |     |     |
| Toruń               |    |    |    |    |    |    |    |    |    |     |     |     |     |     |     |     |     |     |     |     |     |     |     |     |     |     |     |     |     |
| Włocławek           |    |    |    |    |    |    |    |    |    |     |     |     |     |     |     |     |     |     |     |     |     |     |     |     |     |     |     |     |     |
| Legnica             |    |    |    |    |    |    |    |    |    |     |     |     |     |     |     |     |     |     |     |     |     |     |     |     |     |     |     |     |     |
| Bielsko-Biała       |    |    |    |    |    |    |    |    |    |     |     |     |     |     |     |     |     |     |     |     |     |     |     |     |     |     |     |     |     |
| Katowice            |    |    |    |    |    |    |    |    |    |     |     |     |     |     |     |     |     |     |     |     |     |     |     |     |     |     |     |     |     |
| Jaworzno            |    |    |    |    |    |    |    |    |    |     |     |     |     |     |     |     |     |     |     |     |     |     |     |     |     |     |     |     |     |
| Grudziądz           |    |    |    |    |    |    |    |    |    |     |     |     |     |     |     |     |     |     |     |     |     |     |     |     |     |     |     |     |     |
| Gostyń              |    |    |    |    |    |    |    |    |    |     |     |     |     |     |     |     |     |     |     |     |     |     |     |     |     |     |     |     |     |
| Gdynia              |    |    |    |    |    |    |    |    |    |     |     |     |     |     |     |     |     |     |     |     |     |     |     |     |     |     |     |     |     |
| Lublin              |    |    |    |    |    |    |    |    |    |     |     |     |     |     |     |     |     |     |     |     |     |     |     |     |     |     |     |     |     |
| Warszawa            |    |    |    |    |    |    |    |    |    |     |     |     |     |     |     |     |     |     |     |     |     |     |     |     |     |     |     |     |     |
| Sopot               |    |    |    |    |    |    |    |    |    |     |     |     |     |     |     |     |     |     |     |     |     |     |     |     |     |     |     |     |     |
| Bytom               |    |    |    |    |    |    |    |    |    |     |     |     |     |     |     |     |     |     |     |     |     |     |     |     |     |     |     |     |     |
| Ciechanów           |    |    |    |    |    |    |    |    |    |     |     |     |     |     |     |     |     |     |     |     |     |     |     |     |     |     |     |     |     |
| Poznań              |    |    |    |    |    |    |    |    |    |     |     |     |     |     |     |     |     |     |     |     |     |     |     |     |     |     |     |     |     |
| Białystok           |    |    |    |    |    |    |    |    |    |     |     |     |     |     |     |     |     |     |     |     |     |     |     |     |     |     |     |     |     |
| Otwock              |    |    |    |    |    |    |    |    |    |     |     |     |     |     |     |     |     |     |     |     |     |     |     |     |     |     |     |     |     |
| Płock               |    |    |    |    |    |    |    |    |    |     |     |     |     |     |     |     |     |     |     |     |     |     |     |     |     |     |     |     |     |
| Kraków              |    |    |    |    |    |    |    |    |    |     |     |     |     |     |     |     |     |     |     |     |     |     |     |     |     |     |     |     |     |
| Gorzów Wielkopolski |    |    |    |    |    |    |    |    |    |     |     |     |     |     |     |     |     |     |     |     |     |     |     |     |     |     |     |     |     |
| Łódź                |    |    |    |    |    |    |    |    |    |     |     |     |     |     |     |     |     |     |     |     |     |     |     |     |     |     |     |     |     |
| Koszalin            |    |    |    |    |    |    |    |    |    |     |     |     |     |     |     |     |     |     |     |     |     |     |     |     |     |     |     |     |     |
| Skierniewice        |    |    |    |    |    |    |    |    |    |     |     |     |     |     |     |     |     |     |     |     |     |     |     |     |     |     |     |     |     |
| Suwałki             |    |    |    |    |    |    |    |    |    |     |     |     |     |     |     |     |     |     |     |     |     |     |     |     |     |     |     |     |     |
| Kazimierz Dolny     |    |    |    |    |    |    |    |    |    |     |     |     |     |     |     |     |     |     |     |     |     |     |     |     |     |     |     |     |     |

## Sezon 3
Premierowa emisja trwała od 17 lutego do 14 maja 2009 roku. Sezon liczył 26 odcinków i był pierwszym, w którym pojawiły się sprawy nieletnich. W związku z tym, w programie zaczęli pojawiać się prokuratorzy i obrońcy.

### Lista odcinków
| Nr | Nr        | Data premiery    | Tytuł                           | Powództwo/ wniosek/ zarzut | Przyznanie się? (sprawy nieletnich) | Pełnomocnik powoda/ wnioskodawcy/ Prokurator | Pełnomocnik pozwanego/ uczestnika/ Obrońca | Wyrok |
| --- | --------- | ---------------- | ------------------------------- | --- | ----------------------------------- | -------------------------------------------- | ------------------------------------------ | --- |
| | 53. (1.)  | 17 lutego 2009   | Emo                             | Ciężkie uszkodzenie ciała |                                     | Paweł Sobczak                                | Justyna Koska-Janusz                       | Uniewinnienie, z uwagi na stwierdzoną demoralizację zastosowanie nadzoru kuratora                                                                             |
| Fabuła: 16-letnia Paulina Grzywacz została znaleziona w parku z twarzą pociętą żyletką. Mimo udzielonej pomocy medycznej, dziewczyna do końca życia będzie miała oszpeconą twarz. Popełnienie tego przestępstwa zarzuca się Natalii Kościńskiej, koleżance Pauliny. Nieletnia nie przyznaje się i sugeruje, że pokrzywdzona sama się okaleczyła. |           |                  |                                 | |                                     |                                              |                                            | |
| | 54. (2.)  | 19 lutego 2009   | Bestia                          | 1) Pozbawienie wolności 2) Zabójstwo ze szczególnym okrucieństwem                                                                  |                                     | Artur Łata                                   | Justyna Koska-Janusz                       | Przekazanie sprawy do prokuratury celem wniesienia aktu oskarżenia                                                                                            |
| Fabuła: 15-letniemu Tomkowi Radwanowi zarzuca się porwanie i zamordowanie 9-letniej Oli Kaliciak. Nieletni miał uprowadzić dziewczynkę z placu zabaw, uwięzić, a następnie dusić ją skakanką i żywcem wrzucić do Wisły, gdzie dziecko utonęło. Tomek zaprzecza wszystkiemu i jako podejrzanego wskazuje Włodzimierza Siarczyńskiego, wcześniej karanego za pedofilię. |           |                  |                                 | |                                     |                                              |                                            | |
| | 55. (3.)  | 24 lutego 2009   | Tomek i Agnieszka               | Zgwałcenie |                                     | Artur Łata                                   | Justyna Koska-Janusz                       | Uniewinnienie |
| Fabuła: 16-letni Tomek Wysocki miał zgwałcić swoją rówieśniczkę, Agnieszkę Maliszewską. Miał tego dokonać na imprezie urodzinowej dziewczyny pod nieobecność jej rodziców. Tomek jednak zapewnia, że kochał Agnieszkę, a nie skrzywdził. |           |                  |                                 | |                                     |                                              |                                            | |
| | 56. (4.)  | 26 lutego 2009   | Zły dom                         | Zabójstwo |                                     | Artur Łata                                   | Justyna Koska-Janusz                       | Uniewinnienie |
| Fabuła: Mariola Jastrząb staje przed sądem rodzinnym z zarzutem zabójstwa swojego nauczyciela, Emiliana Masłonia. 16-latka rzekomo pokłóciła się ze swoim nauczycielem, po czym zadała mu 6 ciosów młotkiem w głowę. Na skutek uderzeń ofiara zapadła w śpiączkę i 3 tygodnie później zmarła. Mariola przyznaje, że nauczyciel próbował ją molestować, ale nie zabiła. |           |                  |                                 | |                                     |                                              |                                            | |
| | 57. (5.)  | 3 marca 2009     | Chłopcy z ferajny               | Nieumyślne spowodowanie śmierci |                                     | Artur Łata                                   | Justyna Koska-Janusz                       | Uniewinnienie |
| Fabuła: 15-letni Kacper Dyś rzekomo uderzył taboretem w głowę Zygmunta Wolnego, przyjaciela swojego ojca. Kacper przyznaje się do czynu i twierdzi, że zrobił to, ponieważ widział jak Zygmunt bije ojca nieletniego, Piotra. Cała sprawa roi się od niejasności. |           |                  |                                 | |                                     |                                              |                                            | |
| | 58. (6.)  | 5 marca 2009     | Zła siostra                     | Ustanowienie wnioskodawczyni rodziną zastępczą                                                                                     | Nie dotyczy                         | Piotr Ostafi                                 | Justyna Koska-Janusz                       | Ograniczenie władzy rodzicielskiej uczestników przez nadzór kuratora                                                                                          |
| Fabuła: Katarzyna Zięba walczy o odebranie swojej siostrze i szwagrowi, Marcie i Markowi Kowalikowi, piątki dzieci. Dwójka z nich – Paweł i Ania – już mieszka u Katarzyny, która chce też przygarnąć resztę dzieci: Michała, Krzysia i Agnieszkę. Wnioskodawczyni uważa, że dzieci są zaniedbywane i głodzone przez rodziców. Ci odpierają zarzuty i twierdzą, że z dziećmi nic złego się nie dzieje.                                                                    |           |                  |                                 | |                                     |                                              |                                            | |
| | 59. (7.)  | 10 marca 2009    | Kłamstwa i jeszcze raz kłamstwa | 1) Rozwód z winy pozwanej 2) Ustanowienie pozwanej opiekunką prawną dziecka 3) Zasądzenie alimentów w wysokości 500 zł miesięcznie | Nie dotyczy                         | Justyna Koska-Janusz                         | Piotr Ostafi                               | 1) Rozwód z winy pozwanej 2) Ustanowienie pozwanej opiekunką prawną dziecka 3) Zasądzenie alimentów w wysokości 500 zł miesięcznie                            |
| Fabuła: Arkadiusz Zając chce rozwodu. Dowiedział się, że jego żona, Edyta, zdradziła go i urodziła obecnie 4-letniego Piotrusia, który nie jest biologicznym synem Arkadiusza. Edyta nie chce rozwodu i wierzy, że małżeństwo da się uratować. |           |                  |                                 | |                                     |                                              |                                            | |
| | 60. (8.)  | 12 marca 2009    | Złoty strzał                    | 1) Udzielenie narkotyku nieletniej ze skutkiem śmiertelnym 2) Posiadanie narkotyków                                                |                                     | Artur Łata                                   | Piotr Ostafi                               | 1) Uniewinnienie 2) Nadzór kuratora |
| Fabuła: 15-letnia Magdalena Sokołowska zmarła w drodze do szpitala po tym, jak przedawkowała heroinę. Udzielenie jej narkotyku, a także posiadanie 3 tabletek ekstazy i 1 g heroiny zarzuca się znajomemu ofiary, 16-letniemu Markowi Jasińskiemu. Chłopak przyznaje, że był uzależniony od narkotyków, tak samo jak Magda, ale postanowił z tym skończyć – jest czysty i chciał wyciągnąć z nałogu także Magdę.                                                          |           |                  |                                 | |                                     |                                              |                                            | |
| | 61. (9.)  | 17 marca 2009    | Łazęga                          | Uregulowanie kontaktów wnioskodawcy z dzieckiem                                                                                    | Nie dotyczy                         | Piotr Ostafi                                 | Justyna Koska-Janusz                       | Umorzenie postępowania z powodu zawarcia przez strony ugody                                                                                                   |
| Fabuła: Wojciech Radomski jest alkoholikiem i bezdomnym. Domaga się możliwości spotykania się z córką, 15-letnią Wiolettą. Matka dziewczyny, Marlena, nie chce się jednak na to zgodzić, ze względu na stan materialny jej byłego męża i ciążące na nim podejrzenia o pedofilię. |           |                  |                                 | |                                     |                                              |                                            | |
| Uwagi: To jedyna sprawa cywilna w serialu, w której strony zawarły ugodę. |           |                  |                                 | |                                     |                                              |                                            | |
| | 62. (10.) | 19 marca 2009    | Wyrodny brat                    | 1) Zgwałcenie 2) Znęcanie się z następstwem targnięcia się pokrzywdzonej na własne życie                                           |                                     | Artur Łata                                   | Piotr Ostafi                               | Uznając, że nieletni działał wspólnie i w porozumieniu z inną osobą, Umieszczenie w zakładzie poprawczym                                                      |
| Fabuła: 16-letniemu Adamowi Makowskiemu zarzuca się zgwałcenie swojej przyszywanej siostry, 15-letniej Kamili. Miał ją zakneblować, zarzucić worek na głowę i zgwałcić. Następnie miał grozić ofierze rozpowiedzeniem o stosunku seksualnym. W związku z tym Kamila przedawkowała leki, próbując popełnić samobójstwo. Nieletni nie przyznaje się do winy. |           |                  |                                 | |                                     |                                              |                                            | |
| | 63. (11.) | 24 marca 2009    | Piłkarz                         | Ciężkie uszkodzenie ciała |                                     | Artur Łata                                   | Piotr Ostafi                               | Uniewinnienie |
| Fabuła: 15-letni Marcin Chojnacki został brutalnie pobity, skutkiem czego porusza się na wózku inwalidzkim, a jego piłkarska kariera legła w gruzach. Wszystkie dowody wskazują na brata ofiary, 16-letniego Staszka. Miał silny motyw: razem z bratem trenował w jednym klubie, ale to Marcin został wybrany do gry w świetnej drużynie. |           |                  |                                 | |                                     |                                              |                                            | |
| | 64. (12.) | 26 marca 2009    | Gdzie jest Paulina?             | Ustanowienie miejsca zamieszkania wnioskodawcy miejscem zamieszkania dziecka                                                       | Nie dotyczy                         | Piotr Ostafi                                 | Justyna Koska-Janusz                       | 1) Ustanowienie miejsca zamieszkania wnioskodawcy miejscem zamieszkania dziecka 2) Powierzenie wnioskodawcy pieczy nad dzieckiem                              |
| Fabuła: Marek Nowak chce odebrać swojej żonie, Annie, ich córkę – 15-letnią Paulinę. Mężczyzna twierdzi, że jego była żona go biła i pewnie znęca się też nad córką. Anna wszystkiemu zaprzecza i twierdzi, że Marek ma problemy psychiczne. |           |                  |                                 | |                                     |                                              |                                            | |
| | 65. (13.) | 31 marca 2009    | Frajer                          | 1) Zabójstwo 2) Posiadanie narkotyków                                                                                              |                                     | Artur Łata                                   | Justyna Koska-Janusz                       | Umieszczenie w zakładzie poprawczym |
| Fabuła: 14-letni Jacek Wejherowski miał włamać się do domu swojego kolegi z klasy, Marcina Piątka, aby zdobyć pieniądze na narkotyki, po czym zabił Marcina 4 ciosami nożem w plecy. Jacek miał także posiadać przy sobie 5,38 g marihuany. Nieletni odpiera oba zarzuty i utrzymuje, że nie ma problemu z narkotykami. |           |                  |                                 | |                                     |                                              |                                            | |
| | 66. (14.) | 2 kwietnia 2009  | Skacząc po dachach              | Kradzież z włamaniem |                                     | Artur Łata                                   | Justyna Koska-Janusz                       | Uniewinnienie |
| Fabuła: Na 16-letnim Oskarze Bonowiczu ciąży zarzut włamania do mieszkania Barbary Paszkowskiej i kradzieży gotówki oraz sprzętu elektronicznego o łącznej wartości 8 tysięcy złotych. Sprawa jest zaskakująca, bo nieletni pochodzi z zamożnej rodziny i nie brakuje mu pieniędzy. |           |                  |                                 | |                                     |                                              |                                            | |
| | 67. (15.) | 7 kwietnia 2009  | Kupione szczęście               | Zezwolenie na zawarcie przez wnioskodawczynię związku małzeńskiego                                                                 | Nie dotyczy                         | Piotr Ostafi                                 | Justyna Koska-Janusz                       | Umorzenie postępowania |
| Fabuła: 17-letnia Marcelina Kwaśniak chce się ożenić z 32 lata starszym Cezarym Borowym. Jest ona w 5 miesiącu ciąży i twierdzi, że ojcem dziecka jest właśnie Cezary. Na małżeństwo kategorycznie nie chce się zgodzić matka dziewczyny, Dorota, która uważa, że jej córka jest za młoda na rolę żony. |           |                  |                                 | |                                     |                                              |                                            | |
| | 68. (16.) | 9 kwietnia 2009  | Żelazną pięścią                 | Powierzenie wnioskodawcy pieczy nad dzieckiem                                                                                      | Nie dotyczy                         | Piotr Ostafi                                 | Justyna Koska-Janusz                       | Oddalenie wniosku |
| Fabuła: Tytus Markowski postanowił odebrać swojej byłej żonie, Anicie, ich syna, Igora, po tym, jak chłopak trafił do szpitala po sparingu z matką. W ciele 17-latka wykryto ponadto środek dopingujący. Anita, kickboxerka i trenerka Igora uważa, że cała ta sytuacja to nieszczęśliwy zbieg okoliczności. |           |                  |                                 | |                                     |                                              |                                            | |
| | 69. (17.) | 14 kwietnia 2009 | Kopciuszek                      | Ciężkie uszkodzenie ciała |                                     | Artur Łata                                   | Justyna Koska-Janusz                       | Uniewinnienie |
| Fabuła: 16-letniej Annie Bisztal zarzuca się dodanie do kosmetyku swojej siostry, 17-letniej Karoliny, środka przeciwko kurzajkom. Skutkiem tego Karolina po posmarowaniu twarzy kosmetykiem doznała poparzeń I stopnia i trwałego zeszpecenia twarzy. Nieletnia nie przyznaje się do czynu, ale Karolina jest przekonana, że to ona zniszczyła jej marzenia o modelingu.                                                                                                 |           |                  |                                 | |                                     |                                              |                                            | |
| | 70. (18.) | 16 kwietnia 2009 | Winny                           | Rozwód z winy pozwanego | Nie dotyczy                         | Justyna Koska-Janusz                         | Piotr Ostafi                               | Rozwód z winy pozwanego |
| Fabuła: Rok temu syn Małgorzaty i Karola Leszczyków – 5-letni Olgierd – został porwany i zamordowany. Od tej pory Karol zaczął winić żonę za śmierć syna – to ona opiekowała się Olgierdem gdy ten został porwany. Zaczął też oskarżać Małgorzatę o zdradę. Obie strony małżeństwa chcą rozwodu. |           |                  |                                 | |                                     |                                              |                                            | |
| | 71. (19.) | 21 kwietnia 2009 | Sekta                           | 1) Średnie uszkodzenie ciała 2) Kradzież                                                                                           |                                     | Artur Łata                                   | Piotr Ostafi                               | Nadzór kuratora |
| Fabuła: 16-letniej Alicji Malinowskiej zarzuca się, że uderzyła swoją matkę, Grażynę, wazonem w głowę. W wyniku uderzenia kobieta straciła przytomność, po czym nieletnia ukradła jej pieniądze, telefon komórkowy i biżuterię o łącznej wartości 3 tysięcy złotych. Zdaniem Grażyny jej córka wstąpiła do sekty i okradła ją na polecenie jej przywódców, natomiast nieletnia jest przekonana, że jej matka kryje prawdziwego sprawcę – swojego partnera, Pawła Milczka. |           |                  |                                 | |                                     |                                              |                                            | |
| | 72. (20.) | 23 kwietnia 2009 | Braterska miłość                | Ustanowienie miejsca zamieszkania wnioskodawcy miejscem zamieszkania dziecka                                                       | Nie dotyczy                         | Piotr Ostafi                                 | Justyna Koska-Janusz                       | Oddalenie wniosku |
| Fabuła: Po rozwodzie Krzysztofa i Anny Wnuków ich syn, 16-letni Michał, zamieszkał z matką. Krzysztof jednak żąda, by sąd zmienił dawną decyzję – Michał opuścił się w nauce i zaczął mieć problemy z prawem. Anna nie rozumie całej sytuacji i uważa, że jest dobrą matką. |           |                  |                                 | |                                     |                                              |                                            | |
| | 73. (21.) | 28 kwietnia 2009 | Aktorka drugiego planu          | Średnie uszkodzenie ciała |                                     | Artur Łata                                   | Piotr Ostafi                               | Uniewinnienie |
| Fabuła: 16-letnia Klaudia Rosińska staje przed sądem rodzinnym za przecięcie lin przytrzymujących dekorację teatralną, która spadła na koleżankę nieletniej, Emilię Matuszczak. W wyniku zdarzenia ofiara doznała złamania obojczyka oraz stłuczenia głowy i kręgosłupa. Klaudia zaprzecza, aby to była ona, choć nie ukrywa rozgoryczenia, że Emilia dostała główną rolę w szkolnym przedstawieniu pomimo mniejszego doświadczenia.                                      |           |                  |                                 | |                                     |                                              |                                            | |
| | 74. (22.) | 30 kwietnia 2009 | Budowa w tarapatach             | Ustanowienie miejsca zamieszkania wnioskodawcy miejscem zamieszkania dziecka                                                       | Nie dotyczy                         | Piotr Ostafi                                 | Justyna Koska-Janusz                       | Oddalenie wniosku |
| Fabuła: Wojciech Marczewski chce odebrać swojej byłej żonie, Joannie Rawicz, ich córkę. Zdaniem wnioskodawcy, 17-letnia Natalia jest zmuszana przez matkę do ciężkiej pracy w kuchni hotelowej, a może nawet do występowania w filmach pornograficznych. Joanna zaprzecza jakoby Natalia była przez nią przymuszana do czegokolwiek. |           |                  |                                 | |                                     |                                              |                                            | |
| | 75. (23.) | 5 maja 2009      | Pracoholik                      | 1) Rozwód z winy pozwanego 2) Zasądzenie alimentów w wysokości 1500 zł miesięcznie                                                 | Nie dotyczy                         | Justyna Koska-Janusz                         | Piotr Ostafi                               | 1) Rozwód z winy obu stron 2) Ustanowienie miejsca zamieszkania powódki miejscem zamieszkania dziecka 3) Zasądzenie alimentów w wysokości 1500 zł miesięcznie |
| Fabuła: Alina Pawlicka chce rozwodu, ze swoim mężem, Grzegorzem. Twierdzi, że stał się on pracoholikiem, zaniedbującym ją i ich syna, 11-miesięcznego Maksa. Grzegorz nie rozumie swojej żony i uważa, że tylko zapewnił im dobrą pozycję majątkową po początkowych problemach finansowych. |           |                  |                                 | |                                     |                                              |                                            | |
| | 76. (24.) | 7 maja 2009      | Superbohater                    | Podwójne średnie uszkodzenie ciała                                                                                                 |                                     | Artur Łata                                   | Justyna Koska-Janusz                       | Uniewinnienie |
| Fabuła: 15-letni Grzegorz Terlecki i 16-letni Jakub Libera zostali obezwładnieni gazem pieprzowym, a następnie pobici metalową rurką. O ten czyn prokurator posądza 15-letniego Michała Królikowskiego. Chłopak przyznaje się do winy i wyjaśnia, że zrobił to, ponieważ pokrzywdzeni byli szkolnymi dręczycielami i chciał wymierzyć im sprawiedliwość. |           |                  |                                 | |                                     |                                              |                                            | |
| | 77. (25.) | 12 maja 2009     | Więzy krwi                      | Ograniczenie uczestniczce władzy rodzicielskiej przez nadzór kuratora                                                              | Nie dotyczy                         | Piotr Ostafi                                 | Justyna Koska-Janusz                       | Ograniczenie uczestniczce władzy rodzicielskiej przez nadzór kuratora                                                                                         |
| Fabuła: Według Roberta Rostworowskiego, jego była żona, Dominika, wciągnęła ich córkę w podejrzane interesy. W ich wyniku 17-letnia Amelia doznała blizn. Dlatego dzisiaj domaga się nadzoru kuratora władzą rodzicielską uczestniczki. Dominika wyjaśnia, że córka po prostu pojechała z nią do Niemiec jako osoba towarzysząca, a blizny Amelii to zwykłe zadrapanie.                                                                                                   |           |                  |                                 | |                                     |                                              |                                            | |
| | 78. (26.) | 14 maja 2009     | Vendetta                        | Usiłowanie zabójstwa |                                     | Artur Łata                                   | Piotr Ostafi                               | Umieszczenie w zakładzie poprawczym |
| Fabuła: 15-letni Michał Wańczyk może być winny usiłowania zabójstwa 16-letniego Jarosława Lisieckiego. Ponieważ dziewczyna nieletniego, Kasia Malak, związała się z Jarkiem, Michał miał zadać mu kilka ciosów nożem, które ofiara ledwo przeżyła. Nieletni nie przyznaje się do czynu. |           |                  |                                 | |                                     |                                              |                                            | |

### Miejsca akcji odcinków/przestępstw
| Miejsce/odc.        | 1. | 2. | 3. | 4. | 5. | 6. | 7. | 8. | 9. | 10. | 11. | 12. | 13. | 14. | 15. | 16. | 17. | 18. | 19. | 20. | 21. | 22. | 23. | 24. | 25. | 26. |
| ------------------- | -- | -- | -- | -- | -- | -- | -- | -- | -- | --- | --- | --- | --- | --- | --- | --- | --- | --- | --- | --- | --- | --- | --- | --- | --- | --- |
| Warszawa            |    |    |    |    |    |    |    |    |    |     |     |     |     |     |     |     |     |     |     |     |     |     |     |     |     |     |
| Włocławek           |    |    |    |    |    |    |    |    |    |     |     |     |     |     |     |     |     |     |     |     |     |     |     |     |     |     |
| Kielce              |    |    |    |    |    |    |    |    |    |     |     |     |     |     |     |     |     |     |     |     |     |     |     |     |     |     |
| Gdynia              |    |    |    |    |    |    |    |    |    |     |     |     |     |     |     |     |     |     |     |     |     |     |     |     |     |     |
| Radom               |    |    |    |    |    |    |    |    |    |     |     |     |     |     |     |     |     |     |     |     |     |     |     |     |     |     |
| Łódź                |    |    |    |    |    |    |    |    |    |     |     |     |     |     |     |     |     |     |     |     |     |     |     |     |     |     |
| Wrocław             |    |    |    |    |    |    |    |    |    |     |     |     |     |     |     |     |     |     |     |     |     |     |     |     |     |     |
| Dzierżoniów         |    |    |    |    |    |    |    |    |    |     |     |     |     |     |     |     |     |     |     |     |     |     |     |     |     |     |
| Konstancin-Jeziorna |    |    |    |    |    |    |    |    |    |     |     |     |     |     |     |     |     |     |     |     |     |     |     |     |     |     |
| Opalenica           |    |    |    |    |    |    |    |    |    |     |     |     |     |     |     |     |     |     |     |     |     |     |     |     |     |     |
| Konin               |    |    |    |    |    |    |    |    |    |     |     |     |     |     |     |     |     |     |     |     |     |     |     |     |     |     |
| Bydgoszcz           |    |    |    |    |    |    |    |    |    |     |     |     |     |     |     |     |     |     |     |     |     |     |     |     |     |     |
| Rawicz              |    |    |    |    |    |    |    |    |    |     |     |     |     |     |     |     |     |     |     |     |     |     |     |     |     |     |
| Poznań              |    |    |    |    |    |    |    |    |    |     |     |     |     |     |     |     |     |     |     |     |     |     |     |     |     |     |
| Przemyśl            |    |    |    |    |    |    |    |    |    |     |     |     |     |     |     |     |     |     |     |     |     |     |     |     |     |     |
| Rzeszów             |    |    |    |    |    |    |    |    |    |     |     |     |     |     |     |     |     |     |     |     |     |     |     |     |     |     |
| Myślibórz           |    |    |    |    |    |    |    |    |    |     |     |     |     |     |     |     |     |     |     |     |     |     |     |     |     |     |
| Nowy Sącz           |    |    |    |    |    |    |    |    |    |     |     |     |     |     |     |     |     |     |     |     |     |     |     |     |     |     |
| Lublin              |    |    |    |    |    |    |    |    |    |     |     |     |     |     |     |     |     |     |     |     |     |     |     |     |     |     |
| Szczecin            |    |    |    |    |    |    |    |    |    |     |     |     |     |     |     |     |     |     |     |     |     |     |     |     |     |     |

## Sezon 4
Premierowa emisja trwała od 8 września do 26 listopada 2009 roku. Sezon liczył 24 odcinki.

### Lista odcinków
| Nr | Nr         | Data premiery        | Tytuł                       | Powództwo/ wniosek/ zarzut | Przyznanie się? (sprawy nieletnich)     | Pełnomocnik powoda/ wnioskodawcy/ Prokurator | Pełnomocnik pozwanego/ uczestnika/ Obrońca | Wyrok |
| --- | ---------- | -------------------- | --------------------------- | --- | --------------------------------------- | -------------------------------------------- | ------------------------------------------ | --- |
| | 79. (1.)   | 8 września 2009      | Zatruta miłość              | Rozwód bez orzekania o winie | Nie dotyczy                             | Piotr Ostafi                                 | Justyna Koska-Janusz                       | Rozwód z winy obu stron |
| Fabuła: Ryszard Szwed przez 21 lat małżeństwa zdradzał swoją żonę, Lucynę. Dzisiaj Szwedowie spotykają się w sądzie ze względu na nagłą impotencję Ryszarda – jest on przekonany, że żona farmaceutka dosypuje mu środków na obniżenie potencji. Chce więc się z nią rozwieść raz na zawsze. Żona się na to nie zgadza i zaprzecza żeby w jakiś sposób obniżała jego potencję.                 |            |                      |                             | |                                         |                                              |                                            | |
| | 80. (2.)   | 10 września 2009     | Niechciany wnuk             | Zabójstwo |                                         | Artur Łata                                   | Piotr Ostafi                               | Przekazanie sprawy do prokuratury celem wniesienia aktu oskarżenia                                                                                            |
| Fabuła: 16-letniej Monice Krupie zarzuca się zabójstwo własnego synka, 9-miesięcznego Oliwiera. Miała go uderzyć drewnianym klockiem w głowę, w wyniku czego chłopiec zmarł. Nieletnia nie przyznaje się i przekonuje, że Oliwier wypadł z łóżeczka i sam się uderzył o klocek. |            |                      |                             | |                                         |                                              |                                            | |
| | 81. (3.)   | 15 września 2009     | Złota płyta                 | Ciężkie uszkodzenie ciała |                                         | Artur Łata                                   | Piotr Ostafi                               | Uniewinnienie |
| Fabuła: 16-letnia Weronika Starska miała dokonać ciężkiego uszkodzenia ciała swojej koleżanki po fachu, 17-letniej Aleksandry Maliniak. Weronika rzekomo pocięła nożem twarz rywalki, żeby mieć zagwarantowany kontrakt muzyczny. Nieletnia jednak sugeruje, że pokrzywdzona sama się pocięła, żeby zrobić nagonkę na popularniejszą Weronikę.                                                 |            |                      |                             | |                                         |                                              |                                            | |
| | 82. (4.)   | 17 września 2009     | Młodociany bokser           | Ograniczenie kontaktów uczestnika z dzieckiem                                                                                    | Nie dotyczy                             | Justyna Koska-Janusz                         | Piotr Ostafi                               | Umorzenie postępowania |
| Fabuła: Ewa Bartkowiak chce ograniczyć kontakty swojego syna, 16-letniego Tomka, z jego ojcem, Krzysztofem. Zdaniem kobiety przez ojca Tomek opuścił się w nauce, a nawet wstąpił do osiedlowego gangu. Krzysztof z kolei uważa, że Ewa jest nadopiekuńcza, a jej insynuacje to brednie. |            |                      |                             | |                                         |                                              |                                            | |
| | 83. (5.)   | 22 września 2009     | Miła zdzira                 | Rozwód z winy pozwanego | Nie dotyczy                             | Justyna Koska-Janusz                         | Piotr Ostafi                               | Rozwód z winy obu stron |
| Fabuła: Magdalena Werner przyłapała swojego męża, Oskara, w łóżku z 18-letnią Karoliną Tomczewską i dwoma studentkami. Magdalena chce rozwodu i nie zamierza słuchać tłumaczeń męża. Oskar jednak zapewnia, że padł ofiarą intrygi studentek, które podsunęły mu do łóżka nastoletnią koleżankę.                                                                                               |            |                      |                             | |                                         |                                              |                                            | |
| | 84. (6.)   | 24 września 2009     | Zbuntowana                  | Kradzież z włamaniem |                                         | Artur Łata                                   | Piotr Ostafi                               | Nadzór kuratora |
| Fabuła: 16-letnia Kasia Rybicka dotąd nie sprawiała problemów wychowawczych swoim rodzicom. Dziś jednak staje przed sądem rodzinnym za kradzież odtwarzacza MP3 o wartości 500 złotych. Nieletnia przyznaje się i wyjaśnia okoliczności przestępstwa. |            |                      |                             | |                                         |                                              |                                            | |
| | 85. (7.)   | 29 września 2009     | Dziewica                    | 1) Zgwałcenie 2) Obcowanie z nieletnią poniżej 15. roku życia                                                                    |                                         | Artur Łata                                   | Justyna Koska-Janusz                       | 1) Umieszczenie w zakładzie poprawczym 2) Uniewinnienie |
| Fabuła: 16-letniemu Patrykowi Brodzińskiemu prokurator zarzuca zgwałcenie Dolores Sarniak – dziewczyna w momencie zgwałcenia nie miała skończonych 15 lat. Nieletni twierdzi, że uprawiał seks z Dolores, ale ona sama tego chciała, a nawet założyła w Internecie stronę, na której chciała sprzedać swoje dziewictwo.                                                                        |            |                      |                             | |                                         |                                              |                                            | |
| | 86. (8.)   | 1 października 2009  | Sroka złodziejka            | Pozbawienie uczestniczki władzy rodzicielskiej                                                                                   | Nie dotyczy                             | Piotr Ostafi                                 | Justyna Koska-Janusz                       | 1) Pozbawienie uczestniczki władzy rodzicielskiej 2) Ustanowienie miejsca zamieszkania wnioskodawcy miejscem zamieszkania dziecka                             |
| Fabuła: Marcin Puchalski chce odebrać swoją 4-letnią córkę, Sabinę, jej matce, Beacie Zdunek. Twierdzi on, że Beata jest prostytutką i klientów przyjmuje w domu. Dlatego nie chce, żeby jego córka wychowywała się w takich warunkach. Beata odpiera zarzuty Marcina. Uważa, że Marcin wymyślił to wszystko, by odebrać jej córkę i wyjechać z nią i swoją dziewczyną za granicę.             |            |                      |                             | |                                         |                                              |                                            | |
| | 87. (9.)   | 6 października 2009  | Cena władzy                 | Rozwód z winy pozwanej | Nie dotyczy                             | Justyna Koska-Janusz                         | Piotr Ostafi                               | Rozwód z winy obu stron |
| Fabuła: Maksymilian Karbowski chce się rozwieść ze swoją żoną, Sylwią – twierdzi, że jest przez nią zdradzany. Sylwia nie rozumie oskarżeń męża i uważa, że on sam ma coś do ukrycia. |            |                      |                             | |                                         |                                              |                                            | |
| | 88. (10.)  | 8 października 2009  | Bójka przy basenie          | Średnie uszkodzenie ciała |                                         | Artur Łata                                   | Justyna Koska-Janusz                       | Nadzór odpowiedzialny rodziców |
| Fabuła: 16-letni Tomasz Krupiński będzie odpowiadać za pobicie swojego rówieśnika, Patryka Turleckiego. Nieletni i ofiara rywalizowali o tytuł kapitana szkolnej drużyny piłki nożnej, a podczas imprezy u pokrzywdzonego Tomasz miał kilkukrotnie uderzyć Patryka w twarz, skutkiem czego ten doznał złamania przegrody nosowej i wybicia zęba. Nieletni twierdzi, że ofiara na to zasłużyła. |            |                      |                             | |                                         |                                              |                                            | |
| | 89. (11.)  | 13 października 2009 | Jaskinia jędzy              | Rozwód z winy pozwanego | Nie dotyczy                             | Piotr Ostafi                                 | Justyna Koska-Janusz                       | Rozwód z winy pozwanego |
| Fabuła: Martyna Michalik żąda rozwodu ze swoim mężem, Bartoszem. Uważa, że jej teściowa, Hanna, za bardzo ingeruje w ich życie i zniszczyła ich związek. Bartosz jednak za wszelką cenę chce uratować związek i twierdzi, że Martyna przesadza. |            |                      |                             | |                                         |                                              |                                            | |
| | 90. (12.)  | 15 października 2009 | Udawana ciąża               | Zabójstwo |                                         | Paweł Sobczak                                | Justyna Koska-Janusz                       | Przekazanie sprawy do prokuratury celem wniesienia aktu oskarżenia                                                                                            |
| Fabuła: 15-letni Mateusz Wiatrak, syn znanego w okolicy lekarza, może być winny zabójstwa swojej byłej dziewczyny, Katarzyny Palichleb. Miał ją udusić gołymi rękami, a następnie powiesić na drzewie na ogródkach działkowych celem upozorowania samobójstwa. Chłopak odpiera zarzuty i utrzymuje, że śmierć Kasi była samobójstwem.                                                          |            |                      |                             | |                                         |                                              |                                            | |
| Uwagi: To ostatni odcinek z udziałem Pawła Sobczaka. |            |                      |                             | |                                         |                                              |                                            | |
| | 91. (13.)  | 20 października 2009 | Miejsce zbrodni dziedziniec | Średnie uszkodzenie ciała |                                         | Artur Łata                                   | Justyna Koska-Janusz                       | Uniewinnienie |
| Fabuła: Kamilowi Białkowi zarzuca się pobicie swojej nauczycielki, Agaty Kochańskiej, ciężarkiem treningowym. Ponieważ w chwili czynu nie miał jeszcze skończonych 17 lat, odpowiada przed sądem rodzinnym. Pikanterii sprawie dodaje fakt, że pokrzywdzona spotyka się z ojcem Kamila, Mirosławem, a chłopak nie akceptował swojej potencjalnej macochy.                                      |            |                      |                             | |                                         |                                              |                                            | |
| | 92. (14.)  | 22 października 2009 | Zabójstwo brata             | Zabójstwo |                                         | Artur Łata                                   | Piotr Ostafi                               | Uznając, że nieletnia działała pod wpływem silnego wzburzenia usprawiedliwionego okolicznościami, Umieszczenie w zakładzie poprawczym w zawieszeniu na 3 lata |
| Fabuła: 15-letnia Paulina Broniewicz miała zabić swojego przybranego brata, 21-letniego Marka Falińskiego. Rzekomo zadała mu nożem cios w klatkę piersiową, na skutek czego doszło do przebicia prawej komory serca i Marek zmarł. Nieletnia twierdzi jednak, że był to wypadek – Marek potknął się i nabił na nóż, który Paulina akurat trzymała.                                             |            |                      |                             | |                                         |                                              |                                            | |
| | 93. (15.)  | 27 października 2009 | Dla urody trzeba cierpieć   | Rozwód z winy pozwanej | Nie dotyczy                             | Piotr Ostafi                                 | Justyna Koska-Janusz                       | Rozwód z winy powoda |
| Fabuła: Maciej Kalinowski został zdradzony przez żonę. Okazało się również, że dla Beaty był potrzebny tylko po to, żeby załatwić jej pracę w telewizji. Dlatego chce z nią rozwodu. Beata natomiast zapewnia, że kocha męża i dla niego przeszła kilka bolesnych operacji plastycznych. |            |                      |                             | |                                         |                                              |                                            | |
| | 94. (16.)  | 29 października 2009 | Wakacje marzeń              | Znęcanie się z następstwem targnięcia się pokrzywdzonego na własne życie                                                         |                                         | Artur Łata                                   | Justyna Koska-Janusz                       | Umieszczenie w zakładzie poprawczym w zawieszeniu na 3 lata                                                                                                   |
| Fabuła: 16-letni Marcin Gmyz stanął przed sądem rodzinnym z zarzutem znęcania się nad 14-letnim Przemkiem Piotrowskim. Przez 2 miesiące miał go bić, wyzywać i rozpowszechniać na jego temat fałszywe informacje, w następstwie czego Przemek próbował się zabić. |            |                      |                             | |                                         |                                              |                                            | |
| | 95. (17.)  | 3 listopada 2009     | Narwana                     | Zniszczenie mienia |                                         | Artur Łata                                   | Piotr Ostafi                               | Nadzór odpowiedzialny rodziców, wypłacenie przez rodziców nieletniej odszkodowania w wysokości 15000 zł                                                       |
| Fabuła: 15-letniej Matyldzie Jabłońskiej zarzuca się zniszczenie samochodu 19-letniej Wioletty Lachowskiej, tworząc szkody w wysokości 15 tysięcy złotych. Nieletnia tłumaczy się, że zrobiła to z zazdrości o wokalistę disco-polo, Rafała Słowika, który zaczął się spotykać z Wiolettą. |            |                      |                             | |                                         |                                              |                                            | |
| | 96. (18.)  | 5 listopada 2009     | Dotyk złego                 | 1) Powierzenie wnioskodawcy pieczy nad dzieckiem 2) Ustanowienie miejsca zamieszkania wnioskodawcy miejscem zamieszkania dziecka | Nie dotyczy                             | Piotr Ostafi                                 | Justyna Koska-Janusz                       | 1) Powierzenie wnioskodawcy pieczy nad dzieckiem 2) Ustanowienie miejsca zamieszkania wnioskodawcy miejscem zamieszkania dziecka                              |
| Fabuła: 13-letni Bartek Kotlarski, po 5 latach od rozwodu rodziców i mieszkania z matką, niespodziewanie pojawił się u swojego ojca, Jerzego i oznajmił, że chce z nim zamieszkać. Chłopak twierdzi, że u Jerzego jest mu lepiej, a matka i tak jest zajęta pracą i w ogóle się nim nie zajmuje. Czy Ewa Kotlarska jest rzeczywiście złą matką?                                                |            |                      |                             | |                                         |                                              |                                            | |
| | 97. (19.)  | 10 listopada 2009    | Niebezpieczna szybkość      | 1) Kradzież pojazdu 2) Spowodowanie kolizji pod wpływem alkoholu                                                                 |                                         | Artur Łata                                   | Justyna Koska-Janusz                       | Nadzór kuratora, zakaz prowadzenia pojazdów mechanicznych |
| Fabuła: Łukasz Markowski ma dopiero 16 lat, a już popadł w konflikt z prawem. Nieletni rzekomo ukradł samochód należący do Seweryna Borowca, po czym prowadził pojazd w stanie nietrzeźwości, doprowadził do kolizji i porzucił samochód. |            |                      |                             | |                                         |                                              |                                            | |
| | 98. (20.)  | 12 listopada 2009    | Zbzikował                   | Ustanowienie miejsca zamieszkania wnioskodawcy miejscem zamieszkania dziecka                                                     | Nie dotyczy                             | Piotr Ostafi                                 | Justyna Koska-Janusz                       | Oddalenie wniosku |
| Fabuła: 16-letni Kamil Jarosz zafascynował się bronią palną, skutkiem czego postrzelił swojego nauczyciela. Teraz ojciec Kamila, Tomasz, uważa że jego była żona, Renata Kamińska, nie radzi sobie z wychowaniem Kamila. Ta jednak twierdzi, że to ojciec wywołał u syna niezdrową obsesję na punkcie broni.                                                                                   |            |                      |                             | |                                         |                                              |                                            | |
| | 99. (21.)  | 17 listopada 2009    | Murzynek                    | Ciężkie uszkodzenie ciała |                                         | Artur Łata                                   | Justyna Koska-Janusz                       | Nadzór kuratora, obowiązek przeproszenia pokrzywdzonego |
| Fabuła: Czarnoskóry 17-latek, Mariusz Obagwe, pobił swojego kolegę, Jacka Gajewskiego, pompką rowerową. W chwili czynu miał 16 lat, dlatego jego sprawą zajmuje się sąd rodzinny. Mariusz przyznaje się do dokonania czynu, ale utrzymuje, że został sprowokowany przez Jacka jego rasistowskim zachowaniem.                                                                                   |            |                      |                             | |                                         |                                              |                                            | |
| | 100. (22.) | 19 listopada 2009    | Gra pozorów                 | Zasądzenie alimentów w wysokości 2000 zł miesięcznie                                                                             | Nie dotyczy                             | Piotr Ostafi                                 | Justyna Koska-Janusz                       | Umorzenie postępowania |
| Fabuła: 18-letni Michał Domański wyprowadził się z domu. Teraz żąda od swoich rodziców – Radosława i Joanny – wysokich alimentów, żeby miał za co żyć i się uczyć. Rodzice nie zgadzają się na alimenty i twierdzą, że ich syn wszystko roztrwoni na przyjemności. |            |                      |                             | |                                         |                                              |                                            | |
| | 101. (23.) | 24 listopada 2009    | Dawna kokaina               | Przywrócenie wnioskodawczyni władzy rodzicielskiej nad dzieckiem                                                                 | Nie dotyczy                             | Justyna Koska-Janusz                         | Piotr Ostafi                               | Przywrócenie wnioskodawczyni władzy rodzicielskiej nad dzieckiem                                                                                              |
| Fabuła: Beata Kania została w Turcji skazana na 7 lat więzienia za przemyt narkotyków. W tym czasie jej mąż, Wojciech, rozwiódł się z nią i odebrał jej władzę rodzicielską nad córką, obecnie 13-letnią Magdą. Dziś Beata już odbyła karę i walczy o odzyskanie swoich praw rodzicielskich.                                                                                                   |            |                      |                             | |                                         |                                              |                                            | |
| Uwagi: Po raz pierwszy w serialu jeden z pełnomocników opuścił salę rozpraw. |            |                      |                             | |                                         |                                              |                                            | |
| | 102. (24.) | 26 listopada 2009    | Rodzinna tajemnica          | Zabójstwo | Nieletni nie odpowiedział na to pytanie | Artur Łata                                   | Piotr Ostafi                               | Uniewinnienie, uznając, że nieletni działał w granicach obrony koniecznej                                                                                     |
| Fabuła: 13-letni Dariusz Wiliński najprawdopodobniej zabił Jana Zabilskiego. Chłopak miał uderzyć swoją ofiarę kilka razy młotkiem w głowę, co doprowadziło do zgonu pokrzywdzonego. Nieletni odmawia odpowiedzi na pytania. |            |                      |                             | |                                         |                                              |                                            | |

### Miejsca akcji odcinków/przestępstw
| Miejsce/odc.         | 1. | 2. | 3. | 4. | 5. | 6. | 7. | 8. | 9. | 10. | 11. | 12. | 13. | 14. | 15. | 16. | 17. | 18. | 19. | 20. | 21. | 22. | 23. | 24. |
| -------------------- | -- | -- | -- | -- | -- | -- | -- | -- | -- | --- | --- | --- | --- | --- | --- | --- | --- | --- | --- | --- | --- | --- | --- | --- |
| Milicz               |    |    |    |    |    |    |    |    |    |     |     |     |     |     |     |     |     |     |     |     |     |     |     |     |
| Wałbrzych            |    |    |    |    |    |    |    |    |    |     |     |     |     |     |     |     |     |     |     |     |     |     |     |     |
| Wrocław              |    |    |    |    |    |    |    |    |    |     |     |     |     |     |     |     |     |     |     |     |     |     |     |     |
| Zielona Góra         |    |    |    |    |    |    |    |    |    |     |     |     |     |     |     |     |     |     |     |     |     |     |     |     |
| Opole                |    |    |    |    |    |    |    |    |    |     |     |     |     |     |     |     |     |     |     |     |     |     |     |     |
| Łódź                 |    |    |    |    |    |    |    |    |    |     |     |     |     |     |     |     |     |     |     |     |     |     |     |     |
| Lublin               |    |    |    |    |    |    |    |    |    |     |     |     |     |     |     |     |     |     |     |     |     |     |     |     |
| Sosnowiec            |    |    |    |    |    |    |    |    |    |     |     |     |     |     |     |     |     |     |     |     |     |     |     |     |
| Szczecin             |    |    |    |    |    |    |    |    |    |     |     |     |     |     |     |     |     |     |     |     |     |     |     |     |
| Poznań               |    |    |    |    |    |    |    |    |    |     |     |     |     |     |     |     |     |     |     |     |     |     |     |     |
| Ostrołęka            |    |    |    |    |    |    |    |    |    |     |     |     |     |     |     |     |     |     |     |     |     |     |     |     |
| Kudowa-Zdrój         |    |    |    |    |    |    |    |    |    |     |     |     |     |     |     |     |     |     |     |     |     |     |     |     |
| Mińsk Mazowiecki     |    |    |    |    |    |    |    |    |    |     |     |     |     |     |     |     |     |     |     |     |     |     |     |     |
| Białystok            |    |    |    |    |    |    |    |    |    |     |     |     |     |     |     |     |     |     |     |     |     |     |     |     |
| Majdan Królewski     |    |    |    |    |    |    |    |    |    |     |     |     |     |     |     |     |     |     |     |     |     |     |     |     |
| Piotrków Trybunalski |    |    |    |    |    |    |    |    |    |     |     |     |     |     |     |     |     |     |     |     |     |     |     |     |
| Świnoujście          |    |    |    |    |    |    |    |    |    |     |     |     |     |     |     |     |     |     |     |     |     |     |     |     |
| Gdańsk               |    |    |    |    |    |    |    |    |    |     |     |     |     |     |     |     |     |     |     |     |     |     |     |     |
| Kielce               |    |    |    |    |    |    |    |    |    |     |     |     |     |     |     |     |     |     |     |     |     |     |     |     |

## Sezon 5
Premierowa emisja trwała od 16 lutego do 27 maja 2010 roku. Sezon liczył 30 odcinków i razem z następnym jest jedynym sezonem powstałym po wprowadzeniu spraw nieletnich, w którym owe sprawy nie pojawiły się ani razu.

### Lista odcinków
| Nr | Nr         | Data premiery    | Tytuł                       | Powództwo/ wniosek | Pełnomocnik powoda/ wnioskodawcy | Pełnomocnik pozwanego/ uczestnika | Wyrok |
| --- | ---------- | ---------------- | --------------------------- | --- | -------------------------------- | --------------------------------- | --- |
| | 103. (1.)  | 16 lutego 2010   | Przeciwko reszcie świata    | Rozwód bez orzekania o winie                                                                                                   | Justyna Koska-Janusz             | Piotr Ostafi                      | Rozwód z winy obu stron |
| Fabuła: Piotr Pakulski ma dopiero 22 lata, a już zdradził swoją żonę i chce rozwodu. Sprawa jest zaskakująca, bo kochanką Piotra jest Karolina Adamczyk – przyjaciółka jego żony, Anity. Choć Anita początkowo walczyła o utrzymanie małżeństwa, obecnie również domaga się rozwodu. Jej nagła zmiana decyzji pozostaje niewyjaśniona do dziś.                                    |            |                  |                             | |                                  |                                   | |
| | 104. (2.)  | 18 lutego 2010   | Na zawsze                   | Zezwolenie na zawarcie przez wnioskodawczynię związku małżeńskiego                                                             | Justyna Koska-Janusz             | Piotr Ostafi                      | Umorzenie postępowania |
| Fabuła: 17-letnia Lidia Markuszewska chce zawrzeć małżeństwo ze swoim 5 lat starszym chłopakiem, Pawłem Starzewskim. Rodzice dziewczyny, Krystyna i Zbigniew, nie zgadzają się z Lidią i uważają, że skoro są jej rodzicami, to mają do tego prawo. |            |                  |                             | |                                  |                                   | |
| | 105. (3.)  | 23 lutego 2010   | Chłopiec do bicia           | Ograniczenie uczestnikowi władzy rodzicielskiej                                                                                | Piotr Ostafi                     | Justyna Koska-Janusz              | Umorzenie postępowania |
| Fabuła: Olga Apanowicz chce ograniczyć swojemu byłemu mężowi, Danielowi Nawojczykowi, władzę rodzicielską nad ich dzieckiem, 4-letnim Bartoszem. Olga jest przekonana, że Daniel pobił jej syna, skutkiem czego chłopiec trafił do szpitala. Daniel odpiera zarzuty i jest przekonany, że jego była żona chce się na nim zemścić za to, że się z nią rozwiódł.                    |            |                  |                             | |                                  |                                   | |
| | 106. (4.)  | 25 lutego 2010   | Wcześnie dojrzała           | Ustanowienie miejsca zamieszkania wnioskodawcy miejscem zamieszkania dziecka                                                   | Piotr Ostafi                     | Justyna Koska-Janusz              | Oddalenie wniosku |
| Fabuła: Julian Orłowski chce odebrać swojej żonie, Elizie, ich wspólną córkę, 14-letnią Łucję. Zdaniem Juliana, matka celowo ogranicza kontakty córki z ojcem. Eliza nie rozumie postępowania męża i uważa, że ma on obsesję. |            |                  |                             | |                                  |                                   | |
| | 107. (5.)  | 2 marca 2010     | Zamknij oczy i do przodu    | Separacja z winy pozwanego | Piotr Ostafi                     | Justyna Koska-Janusz              | Rozwód z winy pozwanego |
| Fabuła: Gerard i Ewa Mokrzyccy chcą się rozstać po roku małżeństwa. Ewa twierdzi, że została zdradzona przez Gerarda, natomiast Gerard uważa, że to on został zdradzony. Kto mówi prawdę? |            |                  |                             | |                                  |                                   | |
| | 108. (6.)  | 4 marca 2010     | Syndrom F92                 | Przywrócenie wnioskodawczyni władzy rodzicielskiej nad dzieckiem                                                               | Piotr Ostafi                     | Justyna Koska-Janusz              | Oddalenie wniosku |
| Fabuła: Ilona Kurtowska przez 10 lat mieszkała i pracowała w Szwecji. Przez to straciła ona prawa rodzicielskie, a przez ten czas jej synem, obecnie 15-letnim Mateuszem, zajmowała się babcia chłopaka, Danuta. Dziś Ilona chce odzyskać utraconą władzę rodzicielską, ale Danuta nie chce jej oddać Mateusza.                                                                   |            |                  |                             | |                                  |                                   | |
| | 109. (7.)  | 9 marca 2010     | Być jak modelka             | Ustanowienie miejsca zamieszkania wnioskodawcy miejscem zamieszkania dziecka                                                   | Piotr Ostafi                     | Justyna Koska-Janusz              | 1) Powierzenie wnioskodawcy pieczy nad dzieckiem 2) Ustanowienie miejsca zamieszkania wnioskodawcy miejscem zamieszkania dziecka                                                         |
| Fabuła: Bogdan Wawrzyniak żąda odebrania swojej byłej żonie, Marlenie, ich córki, 15-letniej Moniki. Dziewczyna zaczęła się głodzić i jest apatyczna, co wywołuje u Bogdana podejrzenia o anoreksję. Marlena nie ma zamiaru oddać córki i uważa, że Bogdan przesadza z problemami Moniki.                                                                                         |            |                  |                             | |                                  |                                   | |
| | 110. (8.)  | 11 marca 2010    | Ukrywana ciąża              | Ustanowienie wnioskodawczyni rodziną zastępczą                                                                                 | Justyna Koska-Janusz             | Piotr Ostafi                      | Oddalenie wniosku |
| Fabuła: Jadwiga Zielińska żąda odebrania swojej córce, Iwonie, swojego wnuka. Uważa, że 2-letni Michał ma nieodpowiedzialną matkę. Iwona zaprzecza insynuacjom Jadwigi i uważa, że ta chce jej odebrać dziecko, bo nienawidzi Iwony. |            |                  |                             | |                                  |                                   | |
| | 111. (9.)  | 16 marca 2010    | Alimenty to za mało         | Zasądzenie alimentów w łącznej wysokości 1600 zł miesięcznie                                                                   | Justyna Koska-Janusz             | Piotr Ostafi                      | Oddalenie powództwa |
| Fabuła: Bożena Mazurska ma uszkodzony kręgosłup. Nie jest w stanie utrzymać się sama, dlatego zdecydowała się pozwać dzieci, Kamilę Pasternacką i Jana Mazurskiego, o alimenty. Ci nie mają ochoty ich płacić i uważają, że ich matka sama jest winna wypadku. |            |                  |                             | |                                  |                                   | |
| | 112. (10.) | 18 marca 2010    | Paweł                       | Ustanowienie miejsca zamieszkania wnioskodawcy miejscem zamieszkania dziecka                                                   | Piotr Ostafi                     | Justyna Koska-Janusz              | Oddalenie wniosku |
| Fabuła: Bartosz Nowik i jego druga żona, Anna, chcą przejąć opiekę nad 15-letnim Pawłem, synem Bartosza z pierwszego małżeństwa. Twierdzą, że syn jest bity przez Andrzeja Mierzejewskiego, partnera biologicznej matki Pawła, Ilony. Ta jednak odpiera zarzuty i uważa, że to Bartosz bije syna.                                                                                 |            |                  |                             | |                                  |                                   | |
| | 113. (11.) | 23 marca 2010    | Dzieci na kredyt            | Ustanowienie miejsca zamieszkania wnioskodawczyni miejscem zamieszkania dzieci                                                 | Piotr Ostafi                     | Justyna Koska-Janusz              | Oddalenie wniosku |
| Fabuła: Magdalena Jaszczuk po rozwodzie znalazła się w trudnej sytuacji materialnej, która zmusiła ją do powierzenia dzieci – Ani i Krzysia – swojemu byłemu mężowi, Pawłowi Kamińskiemu. Teraz sytuacja materialna kobiety się poprawiła i chce odzyskać swoje dzieci. Paweł twierdzi jednak, że Magdalena znowu porzuci syna i córkę, gdy tylko znudzi jej się opieka nad nimi. |            |                  |                             | |                                  |                                   | |
| | 114. (12.) | 25 marca 2010    | Miłość ofiary               | Zezwolenie na zawarcie przez wnioskodawczynię związku małżeńskiego                                                             | Piotr Ostafi                     | Justyna Koska-Janusz              | Umorzenie postępowania |
| Fabuła: 17-letnia Iwona Stachańczyk jest w 3 miesiącu ciąży. Chce wziąć ślub z ojcem dziecka, Michałem Bujakiem. Jej rodzice, Ksawery i Henryka, nie zgadzają się na decyzję córki – uważają, że Michał to oszust, który czyha na majątek Iwony. |            |                  |                             | |                                  |                                   | |
| | 115. (13.) | 30 marca 2010    | Obce dziecko                | Powierzenie wnioskodawczyni pieczy nad dzieckiem                                                                               | Piotr Ostafi                     | Justyna Koska-Janusz              | Oddalenie wniosku |
| Fabuła: Klaudia Marczak-Łuczyńska walczy o przejęcie opieki nad swoim synem, obecnie 15-letnim Robertem. Chłopak niedawno wszedł w konflikt z prawem, dlatego jego matka chce uczestniczyć w wychowaniu dziecka. Ojciec Roberta, Adam, uważa natomiast, że skoro Klaudia porzuciła jego i Roberta, wyjeżdżając na 12 lat do Niemiec, to nie ma praw do syna.                      |            |                  |                             | |                                  |                                   | |
| | 116. (14.) | 1 kwietnia 2010  | Pod jednym dachem           | Eksmisja pozwanego | Justyna Koska-Janusz             | Piotr Ostafi                      | Umorzenie postępowania |
| Fabuła: Tomasz Gruza chce eksmisji swojego brata, Roberta. Tomasz wynajął bratu piętro w domu, ale po śmierci matki, która cały dom zapisała Tomaszowi, powód nie chce już mieszkać ze swoim bratem. Robert zaznacza, że płaci bratu czynsz za mieszkanie i nie szuka z nim konfliktów.                                                                                           |            |                  |                             | |                                  |                                   | |
| Uwagi: W tym odcinku ostatni raz wystąpiła Justyna Koska-Janusz. |            |                  |                             | |                                  |                                   | |
| | 117. (15.) | 6 kwietnia 2010  | Złamane serce               | Separacja z winy pozwanego | Piotr Ostafi                     | Magdalena Wilk                    | Rozwód z winy obu stron |
| Fabuła: Michał Wisłocki ukrył przed swoją żoną, Alicją, że jest bezpłodny. Dlatego dzisiaj kobieta żąda separacji z nim. Michał nie rozumie zachowania żony i uważa, że prawdziwym powodem działań Alicji jest to, że chce się ona na nim zemścić – nie sfinansował jej pomysłu na budowę kawiarni w centrum miasta.                                                              |            |                  |                             | |                                  |                                   | |
| | 118. (16.) | 8 kwietnia 2010  | Big trouble                 | 1) Ograniczenie uczestnikowi władzy rodzicielskiej 2) Ustanowienie wnioskodawczyni rodziną zastępczą                           | Piotr Ostafi                     | Magdalena Wilk                    | Ograniczenie uczestnikowi władzy rodzicielskiej przez nadzór kuratora |
| Fabuła: Janusz Wieczorek po śmierci żony sam wychowuje trójkę dzieci: Weronikę, Kamilę i Krzysia. Jego szwagierka, Magdalena Sobek, chce mu je jednak odebrać. Uważa, że ojciec zaniedbuje swoje dzieci. Janusz jednak twierdzi, że skoro stracił żonę, to nie może stracić jeszcze dzieci.                                                                                       |            |                  |                             | |                                  |                                   | |
| | 119. (17.) | 13 kwietnia 2010 | Zły sen                     | Zezwolenie na zawarcie przez wnioskodawczynię związku małżeńskiego                                                             | Magdalena Wilk                   | Piotr Ostafi                      | Oddalenie wniosku |
| Fabuła: 17-letnia Sylwia Gierowska chce się ożenić z 8 lat starszym Karolem Zyberowiczem. Ponieważ jest niepełnoletnia, musi uzyskać zgodę sądu. Na ślub Sylwii nie zgadza się jej ciotka, Milena Jakubowska. Uważa ona, że dziewczyna nie doszła jeszcze do siebie po śmierci rodziców i dała się zmanipulować Karolowi.                                                         |            |                  |                             | |                                  |                                   | |
| | 120. (18.) | 15 kwietnia 2010 | Wschodząca gwiazda          | Rozwód z winy pozwanego | Magdalena Wilk                   | Piotr Ostafi                      | Rozwód z winy powódki |
| Fabuła: Urszula Jarzębska, znana aktorka, chce się rozwieść ze swoim mężem, Krzysztofem. Dowiedziała się ona, że mąż nie był jej wierny i dlatego nie chce z nim dłużej być. Krzysztof zapewnia, że kocha żonę i jej nie zdradził. |            |                  |                             | |                                  |                                   | |
| | 121. (19.) | 20 kwietnia 2010 | Julka i jej brat            | Ustanowienie miejsca zamieszkania wnioskodawczyni miejscem zamieszkania dziecka                                                | Magdalena Wilk                   | Piotr Ostafi                      | Oddalenie wniosku |
| Fabuła: Milena Włodarek walczy o przeniesienie pod jej opiekę swojej córki, 15-letniej Julii. Kobieta twierdzi, że Julia ostatnio dziwnie się zachowuje i wprost jej powiedziała, że chce z nią mieszkać. Paweł, były mąż Mileny, nie zgadza się z nią i uważa, że skoro Julia od kilku lat mieszka z nim, to nie ma żadnego powodu dlaczego miałoby to się zmienić.              |            |                  |                             | |                                  |                                   | |
| | 122. (20.) | 22 kwietnia 2010 | Tajemnicze porwanie         | 1) Rozwód z winy pozwanej 2) Powierzenie powodowi pieczy nad dzieckiem 3) Ograniczenie pozwanej władzy rodzicielskiej          | Piotr Ostafi                     | Magdalena Wilk                    | 1) Rozwód z winy obu stron 2) Powierzenie pozwanej pieczy nad dzieckiem 3) Ograniczenie powodowi władzy rodzicielskiej 4) Zasądzenie od powoda alimentów w wysokości 1000 zł miesięcznie |
| Fabuła: Marek Kalinowski chce rozwodu ze swoją żoną, Anną. Uważa, że jest ona z nim tylko dla pieniędzy i złapała go „na dziecko”, a ponadto jest winna tajemniczego zaginięcia owego dziecka – rocznej Justyny. Anna również chce się rozwieść, ale uważa, że to Marek, w jej opinii wieczny chłopiec, ponosi główną winę za rozpad ich małżeństwa.                              |            |                  |                             | |                                  |                                   | |
| | 123. (21.) | 27 kwietnia 2010 | Małżeńska fikcja            | 1) Wyrażenie zgody na wydanie dziecku paszportu 2) Wyrażenie zgody na wyjazd dziecka za granicę                                | Magdalena Wilk                   | Piotr Ostafi                      | Umorzenie postępowania |
| Fabuła: Patrycja Więckowska chce wyjechać do Chin razem ze swoim partnerem, Tomaszem Kazimierczakiem. Razem z nimi chce też zabrać swojego syna, 11-letniego Janka. Ojciec dziecka, Michał, nie chce się zgodzić na zabranie Janka na drugi koniec świata i utratę kontaktów z nim.                                                                                               |            |                  |                             | |                                  |                                   | |
| | 124. (22.) | 29 kwietnia 2010 | Kukułcze jajo               | Rozwód z winy pozwanej | Piotr Ostafi                     | Magdalena Wilk                    | Umorzenie postępowania |
| Fabuła: Krzysztof Urbański niedawno dowiedział się, że kochany przez niego Piotruś nie jest jego biologicznym dzieckiem. Czuje się oszukany przez swoją żonę, Julię, z którą chce rozwodu. Julia twierdzi natomiast że nie zdradziła męża, a test na ojcostwo, który zrobił, myli się.                                                                                            |            |                  |                             | |                                  |                                   | |
| | 125. (23.) | 4 maja 2010      | Zazdrosna matka             | Zasądzenie alimentów w wysokości 2000 zł miesięcznie                                                                           | Piotr Ostafi                     | Magdalena Wilk                    | Zasądzenie alimentów w wysokości 2000 zł miesięcznie |
| Fabuła: 20-letni Daniel Wierzbowski pozywa swoją matkę, znaną pisarkę, o alimenty. Twierdzi, że kiedy zamieszkał z dziewczyną, to jego matka, Tamara, odcięła go od pieniędzy. Tamara tłumaczy się tym, że jej najnowsza książka zarobiła zbyt mało i ma obecnie problemy finansowe.                                                                                              |            |                  |                             | |                                  |                                   | |
| | 126. (24.) | 6 maja 2010      | Córusia tatusia             | Zasądzenie alimentów w wysokości 1000 zł miesięcznie                                                                           | Magdalena Wilk                   | Piotr Ostafi                      | Zasądzenie alimentów w wysokości 500 zł miesięcznie |
| Fabuła: Maria Jelesińska 2 lata temu uciekła z domu. Dzisiaj 19-latka domaga się od swojego ojca, Jarosława, alimentów na utrzymanie jej i jej synka, Kamila. Powódka twierdzi, że opuściła dom, ponieważ ojciec ją molestował. Jarosław zapewnia, że nie stać go na płacenie alimentów, a molestowanie córka wymyśliła, żeby zwiększyć swoje szanse na wygranie sprawy.          |            |                  |                             | |                                  |                                   | |
| | 127. (25.) | 11 maja 2010     | Już nie chcę mieć syna      | Rozwiązanie stosunku przysposobienia                                                                                           | Magdalena Wilk                   | Piotr Ostafi                      | Oddalenie powództwa |
| Fabuła: Sławomir Różycki chce rozwiązać adopcję swojego syna, Pawła. Twierdzi, że 18-latek jest wulgarny i agresywny, a do tego zarysował jego samochód – Sławomir nie chce, by ktoś taki nosił jego nazwisko. Paweł jednak twierdzi, że ojciec chce się go pozbyć, by nie płacić na niego alimentów.                                                                             |            |                  |                             | |                                  |                                   | |
| | 128. (26.) | 13 maja 2010     | Pierścionek                 | 1) Rozwód z winy pozwanej 2) Powierzenie powodowi pieczy nad dzieckiem 3) Zasądzenie alimentów w wysokości 2000 zł miesięcznie | Piotr Ostafi                     | Magdalena Wilk                    | 1) Rozwód z winy obu stron 2) Powierzenie powodowi pieczy nad dzieckiem 3) Ograniczenie władzy rodzicielskiej pozwanej 4) Zasądzenie alimentów w wysokości 1000 zł miesięcznie           |
| Fabuła: Agnieszka Kurek 2 lata temu sama wyjechała do Londynu. Zdaniem jej męża, Krzysztofa, jego żona przez cały czas za granicą go zdradzała. Agnieszka natomiast utrzymuje, że mąż ją oszukał – zapewniał, że pojedzie za nią do Londynu razem z ich córką, 4-letnią Marysią, a teraz robi z niej niewierną żonę.                                                              |            |                  |                             | |                                  |                                   | |
| | 129. (27.) | 18 maja 2010     | Zdradzona na weselu         | Rozwód z winy pozwanego | Magdalena Wilk                   | Piotr Ostafi                      | Rozwód z winy pozwanego |
| Fabuła: Katarzyna Pol-Gliniewska chce się rozwieść ze swoim mężem, Bartoszem, i jak najszybciej wyjechać do Londynu. Według powódki jej mąż zdradził ją już kilka godzin po złożeniu ślubnej przysięgi. Bartosz uważa ten zarzut za absurdalny i podejrzewa, że za wszystkim stoi koleżanka jego żony, Anita Skrobiesz, która chce zniszczyć ich związek.                         |            |                  |                             | |                                  |                                   | |
| | 130. (28.) | 20 maja 2010     | Przebudzenie wiosny         | Rozwód z winy pozwanego | Magdalena Wilk                   | Piotr Ostafi                      | Rozwód z winy pozwanego |
| Fabuła: Magdalena Lesińska żąda rozwodu. Ma dość życia pod jednym dachem ze swoim mężem, Erykiem, który obecnie spotyka się z 30 lat młodszą kochanką, Jowitą Chowaniec. Eryk jednak nie chce się rozwieść i uważa, że jego żona robi to wszystko tylko po to, żeby zabrać mu połowę majątku.                                                                                     |            |                  |                             | |                                  |                                   | |
| | 131. (29.) | 25 maja 2010     | Już go nie kocham           | Rozwód z winy pozwanego | Piotr Ostafi                     | Magdalena Wilk                    | Rozwód z winy powódki |
| Fabuła: Iwona Ziemiecka domaga się rozwodu. Dowiedziała się, że jej mąż Artur, zdradził ją z jej sąsiadką, Małgorzatą Lewczuk, która zaszła z nim w ciążę. Artur nie przyznaje się do zdrady i twierdzi, że dziecko, które urodzi Małgorzata, nie jest jego. |            |                  |                             | |                                  |                                   | |
| | 132. (30.) | 27 maja 2010     | Moje dziecko jest geniuszem | Ustanowienie miejsca zamieszkania wnioskodawcy miejscem zamieszkania dziecka                                                   | Magdalena Wilk                   | Piotr Ostafi                      | Ustanowienie miejsca zamieszkania wnioskodawcy miejscem zamieszkania dziecka |
| Fabuła: Marek Latoszek chce, by jego córka, 17-letnia Monika, zamieszkała z nim. Zdaniem mężczyzny matka dziewczyny, Lidia, zmusza córkę do pracy na wybiegu i udziału w nagich sesjach zdjęciowych. Lidia odpiera oskarżenia męża i przekonuje, że chce on się na niej zemścić za to, że się z nim rozwiodła.                                                                    |            |                  |                             | |                                  |                                   | |

### Miejsca akcji odcinków
| Miejsce/odc.          | 1. | 2. | 3. | 4. | 5. | 6. | 7. | 8. | 9. | 10. | 11. | 12. | 13. | 14. | 15. | 16. | 17. | 18. | 19. | 20. | 21. | 22. | 23. | 24. | 25. | 26. | 27. | 28. | 29. | 30. |
| --------------------- | -- | -- | -- | -- | -- | -- | -- | -- | -- | --- | --- | --- | --- | --- | --- | --- | --- | --- | --- | --- | --- | --- | --- | --- | --- | --- | --- | --- | --- | --- |
| Sopot                 |    |    |    |    |    |    |    |    |    |     |     |     |     |     |     |     |     |     |     |     |     |     |     |     |     |     |     |     |     |     |
| Słupsk                |    |    |    |    |    |    |    |    |    |     |     |     |     |     |     |     |     |     |     |     |     |     |     |     |     |     |     |     |     |     |
| Rawicz                |    |    |    |    |    |    |    |    |    |     |     |     |     |     |     |     |     |     |     |     |     |     |     |     |     |     |     |     |     |     |
| Gdańsk                |    |    |    |    |    |    |    |    |    |     |     |     |     |     |     |     |     |     |     |     |     |     |     |     |     |     |     |     |     |     |
| Wierzbica k. Warszawy |    |    |    |    |    |    |    |    |    |     |     |     |     |     |     |     |     |     |     |     |     |     |     |     |     |     |     |     |     |     |
| Lidzbark Warmiński    |    |    |    |    |    |    |    |    |    |     |     |     |     |     |     |     |     |     |     |     |     |     |     |     |     |     |     |     |     |     |
| Zambrów               |    |    |    |    |    |    |    |    |    |     |     |     |     |     |     |     |     |     |     |     |     |     |     |     |     |     |     |     |     |     |
| Kutno                 |    |    |    |    |    |    |    |    |    |     |     |     |     |     |     |     |     |     |     |     |     |     |     |     |     |     |     |     |     |     |
| Poznań                |    |    |    |    |    |    |    |    |    |     |     |     |     |     |     |     |     |     |     |     |     |     |     |     |     |     |     |     |     |     |
| Koszalin              |    |    |    |    |    |    |    |    |    |     |     |     |     |     |     |     |     |     |     |     |     |     |     |     |     |     |     |     |     |     |
| Warszawa              |    |    |    |    |    |    |    |    |    |     |     |     |     |     |     |     |     |     |     |     |     |     |     |     |     |     |     |     |     |     |
| Częstochowa           |    |    |    |    |    |    |    |    |    |     |     |     |     |     |     |     |     |     |     |     |     |     |     |     |     |     |     |     |     |     |
| Lublin                |    |    |    |    |    |    |    |    |    |     |     |     |     |     |     |     |     |     |     |     |     |     |     |     |     |     |     |     |     |     |
| Białystok             |    |    |    |    |    |    |    |    |    |     |     |     |     |     |     |     |     |     |     |     |     |     |     |     |     |     |     |     |     |     |
| Włocławek             |    |    |    |    |    |    |    |    |    |     |     |     |     |     |     |     |     |     |     |     |     |     |     |     |     |     |     |     |     |     |
| Gliwice               |    |    |    |    |    |    |    |    |    |     |     |     |     |     |     |     |     |     |     |     |     |     |     |     |     |     |     |     |     |     |
| Zamość                |    |    |    |    |    |    |    |    |    |     |     |     |     |     |     |     |     |     |     |     |     |     |     |     |     |     |     |     |     |     |
| Łódź                  |    |    |    |    |    |    |    |    |    |     |     |     |     |     |     |     |     |     |     |     |     |     |     |     |     |     |     |     |     |     |
| Katowice              |    |    |    |    |    |    |    |    |    |     |     |     |     |     |     |     |     |     |     |     |     |     |     |     |     |     |     |     |     |     |
| Pszczyna              |    |    |    |    |    |    |    |    |    |     |     |     |     |     |     |     |     |     |     |     |     |     |     |     |     |     |     |     |     |     |
| Gdynia                |    |    |    |    |    |    |    |    |    |     |     |     |     |     |     |     |     |     |     |     |     |     |     |     |     |     |     |     |     |     |

## Sezon 6
Premierowa emisja trwała od 7 września do 23 listopada 2010 roku. Sezon liczył 22 odcinki i był najkrótszym w historii serialu.

### Lista odcinków
| Nr | Nr         | Data premiery        | Tytuł                      | Powództwo/ wniosek | Pełnomocnik powoda/ wnioskodawcy | Pełnomocnik pozwanego/ uczestnika | Wyrok |
| --- | ---------- | -------------------- | -------------------------- | --- | -------------------------------- | --------------------------------- | --- |
| | 133. (1.)  | 7 września 2010      | Dlaczego nas nienawidzisz? | Zasądzenie alimentów w łącznej wysokości 1400 zł miesięcznie | Magdalena Wilk                   | Piotr Ostafi                      | Zasądzenie alimentów w wysokości 600 zł miesięcznie                                                                    |
| Fabuła: Bogdan i Izabela Wierczykowie walczą o alimenty od swojej adoptowanej córki, Sonii Litak. Są przekonani, że skoro obecnie mają problemy ze zdrowiem i stworzyli Sonii prawdziwy dom, to zasługują na pieniądze. Sonia natomiast jest zdania, że nie musi się dzielić z rodzicami pieniędzmi, które sama zarobiła, a Wierczykowie nigdy nie stworzyli jej prawdziwego domu. |            |                      |                            | |                                  |                                   | |
| | 134. (2.)  | 9 września 2010      | Ogień w lędźwiach          | Rozwód z winy pozwanego | Magdalena Wilk                   | Piotr Ostafi                      | Rozwód z winy obu stron                                                                                                |
| Fabuła: Julia Bitner chce się rozwieść ze swoim 25 lat starszym mężem, Danielem. Twierdzi, że mężczyzna ją bije i upokarza. Daniel odpiera zarzuty swojej młodej żony i jest przekonany, że Julia chce się z nim rozwieść by ograbić go z połowy majątku, na który pracował całe życie.                                                                                            |            |                      |                            | |                                  |                                   | |
| | 135. (3.)  | 14 września 2010     | Zabłąkany plemnik          | Rozwód z winy pozwanej | Piotr Ostafi                     | Magdalena Wilk                    | Rozwód z winy powoda                                                                                                   |
| Fabuła: Arkadiusz Porczyk żąda rozwodu. Dziecko, które urodziła jego żona, Marietta, okazało się mulatem. Mężczyzna nie chce słuchać tłumaczeń żony. Marietta twierdzi jednak, że przez cały czas narzeczeństwa i po ślubie nigdy nie zdradziła męża. |            |                      |                            | |                                  |                                   | |
| | 136. (4.)  | 16 września 2010     | Pigułka gwałtu             | Ustanowienie miejsca zamieszkania wnioskodawcy miejscem zamieszkania dziecka | Piotr Ostafi                     | Magdalena Wilk                    | Oddalenie wniosku |
| Fabuła: Krzysztof Kosman walczy o to, by jego syn zamieszkał razem z nim. Krzysztof uważa, że jego była żona, Julia, nie radzi sobie z wychowaniem syna: 16-letni Marek wagaruje, powtarza klasę i jest podejrzany o podanie nauczycielce pigułki gwałtu na szkolnej wycieczce. Uczestniczka jednak twierdzi, że problemy Marka są przejściowe i typowe dla okresu dojrzewania.    |            |                      |                            | |                                  |                                   | |
| | 137. (5.)  | 21 września 2010     | Nasz pierwszy raz          | Separacja z winy pozwanego | Magdalena Wilk                   | Piotr Ostafi                      | Oddalenie powództwa |
| Fabuła: Karolina Dołęga ma 23 lata i nadal jest dziewicą. Kiedy poznała swojego obecnego męża, Mateusza, niecierpliwie czekała na noc poślubną. Jednak od ślubu minęło 7 miesięcy, a małżonkowie nadal nie uprawiali seksu. Karolina zarzuca Mateuszowi, że nic on nie robi, by ten stan zmienić.                                                                                  |            |                      |                            | |                                  |                                   | |
| | 138. (6.)  | 23 września 2010     | Za tabliczkę czekolady     | Obniżenie alimentów do wysokości 200 zł miesięcznie | Magdalena Wilk                   | Piotr Ostafi                      | Oddalenie powództwa |
| Fabuła: Jan Kuczek domaga się obniżenia alimentów, które płaci na obecnie przebywającego w zakładzie poprawczym syna, 14-letniego Sylwestra. Jan nie chce płacić płacić dotychczasowych 400 złotych na dziecko, ponieważ uważa, że jego była żona, Agnieszka, i tak wszystko przepije ze swoim konkubentem.                                                                        |            |                      |                            | |                                  |                                   | |
| | 139. (7.)  | 28 września 2010     | Złe geny                   | 1) Rozwód z winy pozwanej 2) Ustanowienie miejsca zamieszkania powoda miejscem zamieszkania dziecka                                                                                   | Piotr Ostafi                     | Magdalena Wilk                    | 1) Rozwód z winy obu stron 2) Powierzenie powodowi pieczy nad dzieckiem 3) Ograniczenie pozwanej władzy rodzicielskiej |
| Fabuła: Łukasz Tarasiński chce rozwodu ze swoją żoną, Andżeliką, a także odebrania jej ich córki, Amelii. Według Łukasza, Andżelika zdradza go z kimkolwiek popadnie, a ślub z nią był błędem, spowodowanym niespodziewaną ciążą żony. Andżelika zaprzecza Łukaszowi i ma dość tego, że jej mąż cały czas ją kontroluje.                                                           |            |                      |                            | |                                  |                                   | |
| | 140. (8.)  | 30 września 2010     | Chore żądze                | Rozwód z winy pozwanej | Magdalena Wilk                   | Piotr Ostafi                      | Rozwód z winy powoda                                                                                                   |
| Fabuła: Bogdan Karpiniak żąda rozwodu ze swoją żoną, Lilianą. Uważa, że zaniedbuje ona ich małżeństwo. Liliana sądzi odwrotnie – po prostu robi wszystko, żeby odnaleźć zaginioną 2 lata temu córkę stron, Andżelikę, a Bogdan powinien jej pomagać, a nie wnosić pozew. |            |                      |                            | |                                  |                                   | |
| | 141. (9.)  | 5 października 2010  | Biust w rozmiarze XXL      | Rozwód z winy pozwanej | Piotr Ostafi                     | Magdalena Wilk                    | Umorzenie postępowania                                                                                                 |
| Fabuła: Dariusz Więcek chce zakończyć swoje małżeństwo – według niego żona zaniedbuje obowiązki domowe i najpewniej zdradza go ze swoim poprzednim narzeczonym. Liliana się nie przyznaje do zdrady, a zaniedbywanie obowiązków tłumaczy tym, że jej biust jest zbyt duży i utrudnia jej wykonywanie codziennych czynności.                                                        |            |                      |                            | |                                  |                                   | |
| | 142. (10.) | 7 października 2010  | Rola życia                 | Ograniczenie kontaktów uczestnika z dzieckiem | Magdalena Wilk                   | Piotr Ostafi                      | Oddalenie wniosku |
| Fabuła: Janina Schyłek chce – jak twierdzi – chronić swoją córkę, 10-letnią Basię Koper. Kobieta twierdzi, że ojciec dziewczynki, Piotr, jest seksoholikiem – kolekcjonuje pornografię i zaprasza do siebie na noc obce kobiety. Janina boi się, że Basia obejrzy jeden z pornograficznych filmów albo zobaczy ojca uprawiającego seks. Piotr bagatelizuje cały problem.           |            |                      |                            | |                                  |                                   | |
| | 143. (11.) | 12 października 2010 | Nie poznaję cię już        | Rozwód z winy pozwanej | Magdalena Wilk                   | Piotr Ostafi                      | Rozwód z winy powoda                                                                                                   |
| Fabuła: Adam Matuszewski chce się rozwieść ze swoją żoną, Dominiką. Mężczyzna jest przekonany, że jego żona jest chora psychicznie, nieobliczalna i niebezpieczna. Dominika natomiast uważa, że mężczyzna ją fałszywie oskarża, bo ma kochankę i chce się pozbyć obecnej małżonki.                                                                                                 |            |                      |                            | |                                  |                                   | |
| | 144. (12.) | 14 października 2010 | Zakochani                  | Zezwolenie na zawarcie przez wnioskodawczynię związku małżeńskiego | Piotr Ostafi                     | Magdalena Wilk                    | Zezwolenie na zawarcie przez wnioskodawczynię związku małżeńskiego                                                     |
| Fabuła: 17-letnia Wiktoria Słończyk chce zawrzeć małżeństwo ze swoim chłopakiem, Pawłem Borowieckim. Z córką nie zgadza się jej ojciec, Krzysztof, który nie rozumie dlaczego jego córka nie chce poczekać z tą decyzją do osiemnastych urodzin. |            |                      |                            | |                                  |                                   | |
| | 145. (13.) | 19 października 2010 | Zdrada                     | Uregulowanie kontaktów wnioskodawcy z dzieckiem | Piotr Ostafi                     | Magdalena Wilk                    | Uregulowanie kontaktów wnioskodawcy z dzieckiem                                                                        |
| Fabuła: Rafał Kijak i Agnieszka Rolska przychodzą do sądu walczyć o córkę, 4-letnią Oliwkę. Rafał domaga się regularnych kontaktów z córką i twierdzi, że jego żona utrudnia mu owe kontakty, a ponadto jest imprezowiczką i lekomanką. Agnieszka z kolei jest przekonana, że z Rafałem Oliwce grozi niebezpieczeństwo.                                                            |            |                      |                            | |                                  |                                   | |
| | 146. (14.) | 21 października 2010 | Prawdziwa matka po latach  | Nakaz wydania dziecka wnioskodawcy | Piotr Ostafi                     | Magdalena Wilk                    | Nakaz wydania dziecka wnioskodawcy                                                                                     |
| Fabuła: 2 tygodnie temu Mariola Jasieńska porwała spod szkoły swojego syna, 7-letniego Oskara. Jej były mąż, Krzysztof, jest z tego powodu na nią wściekły. Chce odzyskać syna i uważa, że Mariola nie ma do Oskara żadnych praw, bo przez 5 lat nie interesowała się nim. |            |                      |                            | |                                  |                                   | |
| | 147. (15.) | 26 października 2010 | Galerianka                 | 1) Rozwód z winy pozwanego 2) Powierzenie powódce pieczy nad dzieckiem 3) Zasądzenie alimentów w wysokości 2000 zł miesięcznie                                                        | Piotr Ostafi                     | Magdalena Wilk                    | 1) Rozwód z winy powódki 2) Powierzenie pozwanemu pieczy nad dzieckiem 3) Ograniczenie władzy rodzicielskiej powódki   |
| Fabuła: Anna Korbaszewska przychodzi do sądu po rozwód i przejęcie opieki nad swoją córką, 17-letnią Andżeliką. Anna twierdzi, że jej mąż, Bartosz, znęca się nad nią i ją upokarza. Bartosz jest zszokowany oskarżeniami żony i zapewnia, że nigdy nie podniósł na Annę ręki. |            |                      |                            | |                                  |                                   | |
| | 148. (16.) | 28 października 2010 | Nie mam czasu dorosnąć     | Zezwolenie na zawarcie przez wnioskodawczynię związku małżeńskiego | Magdalena Wilk                   | Piotr Ostafi                      | Zezwolenie na zawarcie przez wnioskodawczynię związku małżeńskiego                                                     |
| Fabuła: 16-letnia Emilia Konieczna, gwiazda serialu telewizyjnego, chce od sądu zgodę na ślub z Filipem Nawrockim. Ślubowi Emilii jest przeciwna matka dziewczyny, Sylwia, która uważa, że Filip chce zrobić karierę kosztem jej chorej na białaczkę córki. Emilia jednak zapewnia, że chce zawrzeć małżeństwo, bo przez chorobę może wkrótce umrzeć.                              |            |                      |                            | |                                  |                                   | |
| | 149. (17.) | 2 listopada 2010     | Rozwód                     | 1) Rozwód z winy pozwanego 2) Zasądzenie alimentów w wysokości 1000 zł miesięcznie 3) Przyznanie pozwanemu wspólnej nieruchomości z obowiązkiem spłaty powódki w wysokości 500 000 zł | Magdalena Wilk                   | Piotr Ostafi                      | 1) Rozwód z winy pozwanego 2) Zasądzenie alimentów w wysokości 1000 zł miesięcznie                                     |
| Fabuła: Monika Deresz chce rozwiązania małżeństwa. Twierdzi, że przez 6 miesięcy trwania związku Janusz ją bił, gwałcił, i znęcał się nad nią. Janusz natomiast zapewnia, że kocha Monikę, a jego żona oskarża go teraz, ponieważ chce zabrać mu połowę majątku. |            |                      |                            | |                                  |                                   | |
| | 150. (18.) | 4 listopada 2010     | Metamorfoza                | Podwyższenie alimentów do wysokości 3000 zł miesięcznie | Piotr Ostafi                     | Magdalena Wilk                    | Oddalenie powództwa |
| Fabuła: 16-letnia Weronika Klonowska podczas pobytu u ojca na Wyspach Kanaryjskich zaszła w ciążę. Teraz w jej imieniu matka dziewczyny, Edyta, domaga się od swojego byłego męża, Krzysztofa, większych alimentów dla córki i wnuka. Krzysztof zgadza się płacić, ale nie trzy razy więcej niż było to zasądzone na rozprawie rozwodowej.                                         |            |                      |                            | |                                  |                                   | |
| | 151. (19.) | 9 listopada 2010     | Dobra rodzinne             | Stwierdzenie, iż na mocy testamentu cały spadek zmarłego przypada wnioskodawczyni | Magdalena Wilk                   | Piotr Ostafi                      | Stwierdzenie, iż na mocy testamentu wszystkie dobra zmarłego przypadają jego żonie                                     |
| Fabuła: Marcelina Taraszkiewicz-Borowiec i jej brat, Kajetan, walczą o spadek po swoim ojcu, Janie. Marcelina twierdzi, że cały spadek po ojcu należy się jej, bo taki jest zapis w testamencie. Kajetan z kolei zarzuca siostrze sfałszowanie dokumentu i jest przekonany, że ojciec nigdy by go nie pominął w dziedziczeniu.                                                     |            |                      |                            | |                                  |                                   | |
| | 152. (20.) | 16 listopada 2010    | Flowers of the night       | Rozwód z winy pozwanego | Piotr Ostafi                     | Magdalena Wilk                    | Rozwód z winy obu stron                                                                                                |
| Fabuła: Karolina Małolepsza chce rozwodu ze swoim mężem, Mateuszem. Jak sama twierdzi, ma już dość tego, że jej mąż tylko ćwiczy na sztandze, chodzi na siłownię i zażywa sterydy. Mateusz natomiast chce ratować małżeństwo i zapewnia, że kocha Karolinę. |            |                      |                            | |                                  |                                   | |
| | 153. (21.) | 18 listopada 2010    | Nowe życie                 | 1) Wyrażenie zgody na zmianę przez małoletniego miejsca zamieszkania 2) Wyrażenie zgody na sprzedaż odziedziczonego przez małoletniego mieszkania                                     | Magdalena Wilk                   | Piotr Ostafi                      | Wyrażenie zgody na zmianę przez małoletniego miejsca zamieszkania na Poznań                                            |
| Fabuła: 17-letni Błażej Kowalewicz jest utalentowanym pianistą. W imieniu syna jego matka, Alicja, chce aby sąd zezwolił Błażejowi na przeprowadzenie się z Leszna do Poznania i sprzedaż odziedziczonego po dziadku mieszkania, aby chłopak miał pieniądze na start nowego życia. Ojciec Błażeja, Maciej, zgadza się na przeprowadzkę syna, ale nie na sprzedaż mieszkania.       |            |                      |                            | |                                  |                                   | |
| | 154. (22.) | 23 listopada 2010    | Psychoza                   | Separacja z winy pozwanej | Piotr Ostafi                     | Magdalena Wilk                    | Umorzenie postępowania                                                                                                 |
| Fabuła: Janusz Kwiecień chce separacji ze swoją żoną, Patrycją. Mężczyzna odkrył, że jego żona jest chora na schizofrenię i leczyła się w zakładzie psychiatrycznym – ma do niej żal, że wcześniej to ukrywała. Patrycja walczy o uratowanie małżeństwa i wyjaśnia, że nie powiedziała mężowi o chorobie, bo bała się, że ją zostawi.                                              |            |                      |                            | |                                  |                                   | |
| Uwagi: To ostatni odcinek, w którym wystąpiła Magdalena Wilk. |            |                      |                            | |                                  |                                   | |

### Miejsca akcji odcinków
| Miejsce/odc.       | 1. | 2. | 3. | 4. | 5. | 6. | 7. | 8. | 9. | 10. | 11. | 12. | 13. | 14. | 15. | 16. | 17. | 18. | 19. | 20. | 21. | 22. |
| ------------------ | -- | -- | -- | -- | -- | -- | -- | -- | -- | --- | --- | --- | --- | --- | --- | --- | --- | --- | --- | --- | --- | --- |
| Aleksandrów Łódzki |    |    |    |    |    |    |    |    |    |     |     |     |     |     |     |     |     |     |     |     |     |     |
| Gdańsk             |    |    |    |    |    |    |    |    |    |     |     |     |     |     |     |     |     |     |     |     |     |     |
| Kraków             |    |    |    |    |    |    |    |    |    |     |     |     |     |     |     |     |     |     |     |     |     |     |
| Warszawa           |    |    |    |    |    |    |    |    |    |     |     |     |     |     |     |     |     |     |     |     |     |     |
| Smolniki           |    |    |    |    |    |    |    |    |    |     |     |     |     |     |     |     |     |     |     |     |     |     |
| Lubin              |    |    |    |    |    |    |    |    |    |     |     |     |     |     |     |     |     |     |     |     |     |     |
| Gdynia             |    |    |    |    |    |    |    |    |    |     |     |     |     |     |     |     |     |     |     |     |     |     |
| Katowice           |    |    |    |    |    |    |    |    |    |     |     |     |     |     |     |     |     |     |     |     |     |     |
| Lubartów           |    |    |    |    |    |    |    |    |    |     |     |     |     |     |     |     |     |     |     |     |     |     |
| Ostrów Mazowiecka  |    |    |    |    |    |    |    |    |    |     |     |     |     |     |     |     |     |     |     |     |     |     |
| Kalisz             |    |    |    |    |    |    |    |    |    |     |     |     |     |     |     |     |     |     |     |     |     |     |
| Wrocław            |    |    |    |    |    |    |    |    |    |     |     |     |     |     |     |     |     |     |     |     |     |     |
| Poznań             |    |    |    |    |    |    |    |    |    |     |     |     |     |     |     |     |     |     |     |     |     |     |
| Opole              |    |    |    |    |    |    |    |    |    |     |     |     |     |     |     |     |     |     |     |     |     |     |
| Gorlice            |    |    |    |    |    |    |    |    |    |     |     |     |     |     |     |     |     |     |     |     |     |     |
| Leszno             |    |    |    |    |    |    |    |    |    |     |     |     |     |     |     |     |     |     |     |     |     |     |
| Białystok          |    |    |    |    |    |    |    |    |    |     |     |     |     |     |     |     |     |     |     |     |     |     |

## Sezon 7
Premierowa emisja trwała od 8 lutego do 19 maja 2011 roku. Sezon liczył 29 odcinków.

### Lista odcinków
| Tomasz Kramer    |
| Marta Wichniarek |

| Piotr Ostafi          |
| Magdalena Grześkowiak |

| Umieszczenie w zakładzie poprawczym                                          |
| Umieszczenie w zakładzie poprawczym w zawieszeniu na 2 lata, nadzór kuratora |

### Miejsca akcji odcinków/przestępstw
| Miejsce/odc.        | 1. | 2. | 3. | 4. | 5. | 6. | 7. | 8. | 9. | 10. | 11. | 12. | 13. | 14. | 15. | 16. | 17. | 18. | 19. | 20. | 21. | 22. | 23. | 24. | 25. | 26. | 27. | 28. | 29. |
| ------------------- | -- | -- | -- | -- | -- | -- | -- | -- | -- | --- | --- | --- | --- | --- | --- | --- | --- | --- | --- | --- | --- | --- | --- | --- | --- | --- | --- | --- | --- |
| Kraków              |    |    |    |    |    |    |    |    |    |     |     |     |     |     |     |     |     |     |     |     |     |     |     |     |     |     |     |     |     |
| Płock               |    |    |    |    |    |    |    |    |    |     |     |     |     |     |     |     |     |     |     |     |     |     |     |     |     |     |     |     |     |
| Żyrardów            |    |    |    |    |    |    |    |    |    |     |     |     |     |     |     |     |     |     |     |     |     |     |     |     |     |     |     |     |     |
| Elbląg              |    |    |    |    |    |    |    |    |    |     |     |     |     |     |     |     |     |     |     |     |     |     |     |     |     |     |     |     |     |
| Łódź                |    |    |    |    |    |    |    |    |    |     |     |     |     |     |     |     |     |     |     |     |     |     |     |     |     |     |     |     |     |
| Poznań              |    |    |    |    |    |    |    |    |    |     |     |     |     |     |     |     |     |     |     |     |     |     |     |     |     |     |     |     |     |
| Korzymowo           |    |    |    |    |    |    |    |    |    |     |     |     |     |     |     |     |     |     |     |     |     |     |     |     |     |     |     |     |     |
| Wrocław             |    |    |    |    |    |    |    |    |    |     |     |     |     |     |     |     |     |     |     |     |     |     |     |     |     |     |     |     |     |
| Warszawa            |    |    |    |    |    |    |    |    |    |     |     |     |     |     |     |     |     |     |     |     |     |     |     |     |     |     |     |     |     |
| Wadowice            |    |    |    |    |    |    |    |    |    |     |     |     |     |     |     |     |     |     |     |     |     |     |     |     |     |     |     |     |     |
| Konstancin-Jeziorna |    |    |    |    |    |    |    |    |    |     |     |     |     |     |     |     |     |     |     |     |     |     |     |     |     |     |     |     |     |
| Sejny               |    |    |    |    |    |    |    |    |    |     |     |     |     |     |     |     |     |     |     |     |     |     |     |     |     |     |     |     |     |
| Toruń               |    |    |    |    |    |    |    |    |    |     |     |     |     |     |     |     |     |     |     |     |     |     |     |     |     |     |     |     |     |
| Katowice            |    |    |    |    |    |    |    |    |    |     |     |     |     |     |     |     |     |     |     |     |     |     |     |     |     |     |     |     |     |
| Lublin              |    |    |    |    |    |    |    |    |    |     |     |     |     |     |     |     |     |     |     |     |     |     |     |     |     |     |     |     |     |
| Olsztyn             |    |    |    |    |    |    |    |    |    |     |     |     |     |     |     |     |     |     |     |     |     |     |     |     |     |     |     |     |     |

## Sezon 8
Premierowa emisja trwała od 6 września do 22 grudnia 2011 roku. Sezon liczył 31 odcinków i był najdłuższym w historii serialu.

### Lista odcinków
| 1) Udział w zorganizowanej grupie przestępczej 2) Kradzież z włamaniem 3) Nieumyślne spowodowanie śmierci |
| 1) Udział w zorganizowanej grupie przestępczej 2) Kradzież z włamaniem                                    |

| Arkadiusz Lander |
| Damian Śliwiński |

| Piotr Ostafi          |
| Magdalena Grześkowiak |

| Umieszczenie w zakładzie poprawczym               |
| Umieszczenie w zakładzie poprawczym w zawieszeniu |

| 1) Rozbój z użyciem niebezpiecznego narzędzia 2) Usiłowanie zabójstwa |
| Rozbój z użyciem niebezpiecznego narzędzia                            |

| Izabela Malik |
| Paulina Jawor |

| Magdalena Grześkowiak |
| Piotr Ostafi          |

### Miejsca akcji odcinków/przestępstw
| Miejsce/odc.        | 1. | 2. | 3. | 4. | 5. | 6. | 7. | 8. | 9. | 10. | 11. | 12. | 13. | 14. | 15. | 16. | 17. | 18. | 19. | 20. | 21. | 22. | 23. | 24. | 25. | 26. | 27. | 28. | 29. | 30. | 31. |
| ------------------- | -- | -- | -- | -- | -- | -- | -- | -- | -- | --- | --- | --- | --- | --- | --- | --- | --- | --- | --- | --- | --- | --- | --- | --- | --- | --- | --- | --- | --- | --- | --- |
| Trzebinia           |    |    |    |    |    |    |    |    |    |     |     |     |     |     |     |     |     |     |     |     |     |     |     |     |     |     |     |     |     |     |     |
| Poznań              |    |    |    |    |    |    |    |    |    |     |     |     |     |     |     |     |     |     |     |     |     |     |     |     |     |     |     |     |     |     |     |
| Płock               |    |    |    |    |    |    |    |    |    |     |     |     |     |     |     |     |     |     |     |     |     |     |     |     |     |     |     |     |     |     |     |
| Krosno Odrzańskie   |    |    |    |    |    |    |    |    |    |     |     |     |     |     |     |     |     |     |     |     |     |     |     |     |     |     |     |     |     |     |     |
| Piaseczno           |    |    |    |    |    |    |    |    |    |     |     |     |     |     |     |     |     |     |     |     |     |     |     |     |     |     |     |     |     |     |     |
| Wrocław             |    |    |    |    |    |    |    |    |    |     |     |     |     |     |     |     |     |     |     |     |     |     |     |     |     |     |     |     |     |     |     |
| Katowice            |    |    |    |    |    |    |    |    |    |     |     |     |     |     |     |     |     |     |     |     |     |     |     |     |     |     |     |     |     |     |     |
| Władysławowo        |    |    |    |    |    |    |    |    |    |     |     |     |     |     |     |     |     |     |     |     |     |     |     |     |     |     |     |     |     |     |     |
| Chorzów             |    |    |    |    |    |    |    |    |    |     |     |     |     |     |     |     |     |     |     |     |     |     |     |     |     |     |     |     |     |     |     |
| Białystok           |    |    |    |    |    |    |    |    |    |     |     |     |     |     |     |     |     |     |     |     |     |     |     |     |     |     |     |     |     |     |     |
| Przemyśl            |    |    |    |    |    |    |    |    |    |     |     |     |     |     |     |     |     |     |     |     |     |     |     |     |     |     |     |     |     |     |     |
| Warszawa            |    |    |    |    |    |    |    |    |    |     |     |     |     |     |     |     |     |     |     |     |     |     |     |     |     |     |     |     |     |     |     |
| Majdan Kozienicki   |    |    |    |    |    |    |    |    |    |     |     |     |     |     |     |     |     |     |     |     |     |     |     |     |     |     |     |     |     |     |     |
| Otwock              |    |    |    |    |    |    |    |    |    |     |     |     |     |     |     |     |     |     |     |     |     |     |     |     |     |     |     |     |     |     |     |
| Kraków              |    |    |    |    |    |    |    |    |    |     |     |     |     |     |     |     |     |     |     |     |     |     |     |     |     |     |     |     |     |     |     |
| Tarnów              |    |    |    |    |    |    |    |    |    |     |     |     |     |     |     |     |     |     |     |     |     |     |     |     |     |     |     |     |     |     |     |
| Nowy Sącz           |    |    |    |    |    |    |    |    |    |     |     |     |     |     |     |     |     |     |     |     |     |     |     |     |     |     |     |     |     |     |     |
| Tomaszów Mazowiecki |    |    |    |    |    |    |    |    |    |     |     |     |     |     |     |     |     |     |     |     |     |     |     |     |     |     |     |     |     |     |     |
| Toruń               |    |    |    |    |    |    |    |    |    |     |     |     |     |     |     |     |     |     |     |     |     |     |     |     |     |     |     |     |     |     |     |
| Szczecin            |    |    |    |    |    |    |    |    |    |     |     |     |     |     |     |     |     |     |     |     |     |     |     |     |     |     |     |     |     |     |     |
| Włocławek           |    |    |    |    |    |    |    |    |    |     |     |     |     |     |     |     |     |     |     |     |     |     |     |     |     |     |     |     |     |     |     |
| Konin               |    |    |    |    |    |    |    |    |    |     |     |     |     |     |     |     |     |     |     |     |     |     |     |     |     |     |     |     |     |     |     |
| Olsztyn             |    |    |    |    |    |    |    |    |    |     |     |     |     |     |     |     |     |     |     |     |     |     |     |     |     |     |     |     |     |     |     |